# Chemillé-sur-Indrois
Pour les articles homonymes, voir Chemillé (homonymie).
Vous lisez un « bon article » labellisé en 2015.
Chemillé-sur-Indrois (prononcé /ʃə.mi.je sy.ʁ‿ɛ̃d.ʁwa/) est une commune française du département d'Indre-et-Loire, en région Centre-Val de Loire. Station préhistorique attestée dès le Moustérien, le site de Chemillé-sur-Indrois est continuellement occupé par l'homme depuis le Néolithique. Chemillé commence à se développer sous les comtes d'Anjou. Henri Plantagenêt est probablement à l'origine de l'essor de la paroisse quand il fonde la chartreuse du Liget — une des rares abbayes de cet ordre en Touraine — en expiation du meurtre de Thomas Becket. Jusqu'à la Révolution française, l'histoire de Chemillé se confond avec celle de cette riche abbaye.
Comme beaucoup d'autres communes, Chemillé-sur-Indrois voit une baisse importante de sa population au cours du XXe siècle, conséquence d'un exode rural massif ; mais, à la différence d'autres localités environnantes, la reprise démographique ne se manifeste pas et la population communale évolue autour de 200 habitants à l’approche du XXIe siècle. La vocation agricole du territoire se maintient malgré tout, mais n'est plus un facteur de développement local ; l'industrie n'est pas installée et les artisans et commerces sont rares. Un important projet touristique voit le jour dans les années 1970 avec la création d'un plan d'eau de 37 hectares qui permet de développer le secteur tertiaire via les offres de services attachées à ce type d'aménagement (camping, pêche, loisirs nautiques, etc.).
Le patrimoine communal bâti repose principalement sur les vestiges de l'ancienne chartreuse du Liget et de ses dépendances, mieux conservées, situées à la Corroirie, et sur l'église Saint-Vincent, partiellement inscrits ou classés au titre des monuments historiques. La forêt de Loches au sud de la commune et une zone de pelouses calcaires près du plan d'eau ont été listées comme zones naturelles d'intérêt écologique, faunistique et floristique (ZNIEFF).

## Géographie

### Localisation et communes limitrophes
La commune de Chemillé-sur-Indrois se trouve dans le quadrant sud-est du département d'Indre-et-Loire, dans la région historique de Touraine. À vol d'oiseau, Chemillé-sur-Indrois se situe à 44,5 km au sud-est de Tours (préfecture du département) ; à 2,8 km à l'ouest de Montrésor (les deux communes étant limitrophes, la distance retenue est celle séparant les chefs-lieux communaux), chef-lieu de l'ancien canton auquel la commune était rattachée jusqu'en 2014 ; et à 13,4 km au nord-est de Loches, une des deux sous-préfectures du département et chef-lieu du nouveau canton de rattachement de Chemillé. La commune fait partie du bassin de vie de Loches.
Chemillé-sur-Indrois est limitrophe de six autres communes, dont Genillé pour près d'un tiers de la longueur de ses limites communales.

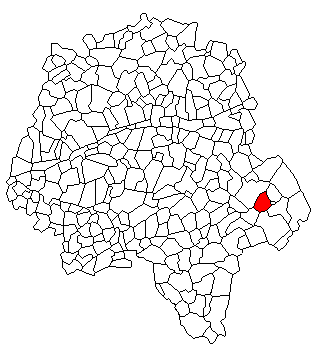
Chemillé-sur-Indrois en Indre-et-Loire.

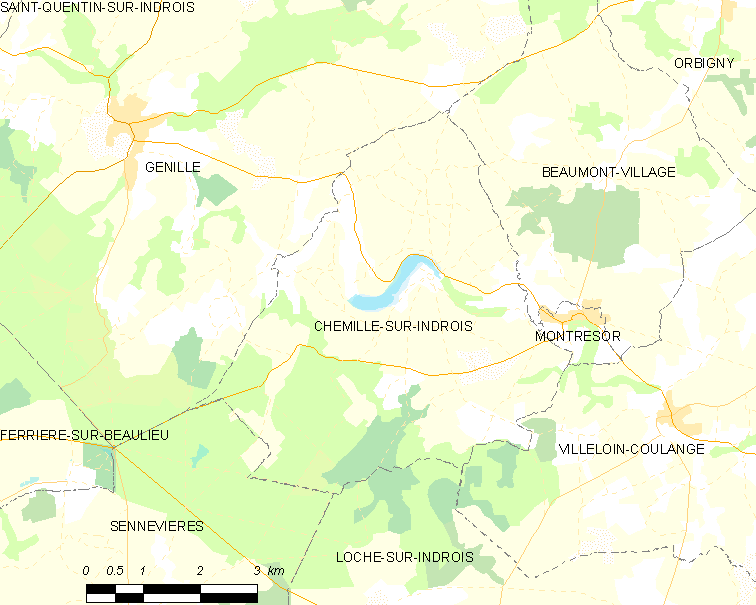
Limites administratives de Chemillé-sur-Indrois.

| Genillé     |                      | Beaumont-Village   |
|             | Chemillé-sur-Indrois | Montrésor          |
| Sennevières | Loché-sur-Indrois    | Villeloin-Coulangé |

### Géologie et relief

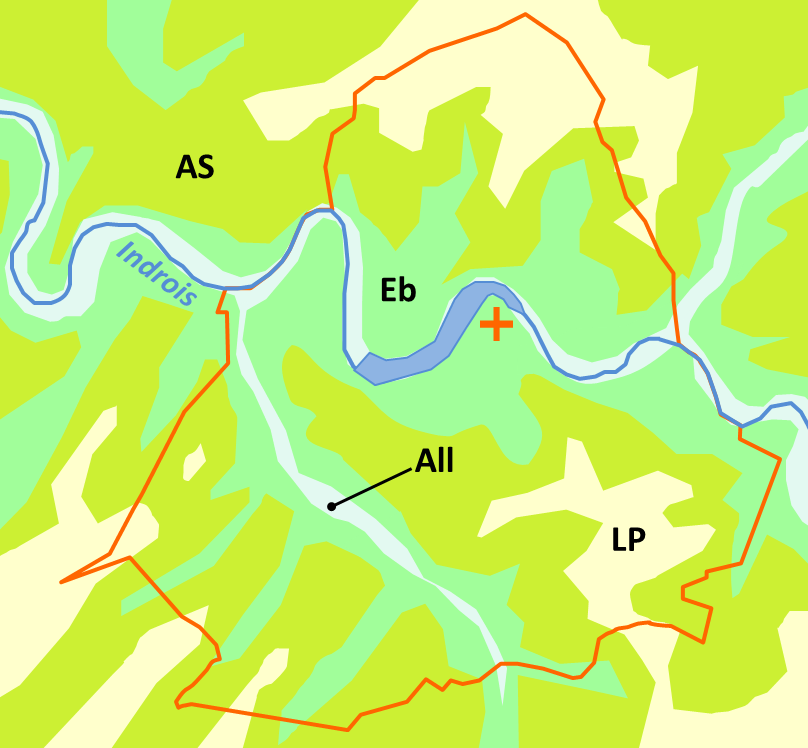
Carte géologique simplifiée de Chemillé-sur-Indrois.
(en orange, limites et chef-lieu communaux)
Argiles à silex cénozoïques
Éboulis de pente
Limon des plateaux
Alluvions fluviatiles

Le territoire communal de Chemillé-sur-Indrois, comme l'ensemble de la Touraine, fait partie du bassin parisien au sens géologique du terme, vaste zone sédimentaire s'étendant vers le sud jusqu'aux confins du Massif central. La géologie de la commune est fortement marquée par des couches sédimentaires déposées par des avancées maritimes successives datant du Crétacé supérieur.
La plus ancienne de ces strates sédimentaires est constituée par les sables du Cénomanien (- 95 Ma) ; elle est présente sur l'ensemble du territoire, mais n'affleure pas. Le tuffeau jaune du Turonien supérieur (- 90 Ma) la recouvre ; il est affleurant sur le flanc des vallées des cours d'eau qui l'ont mis à nu par érosion. Sur les plateaux, cette formation s'est peu à peu dégradée pour donner les argiles à silex de la Gâtine de Loches et de Montrésor. Elles sont localement recouvertes de dépôts limoneux quaternaires, au nord-est comme au sud-ouest du territoire.
Les vallées de l'Indrois et de ses affluents, sont recouvertes d'alluvions fluviatiles récentes donnant des sols à tendance nettement hydromorphe ; ce caractère est renforcé par la présence fréquente, à faible profondeur sous le lit de la rivière d'une nappe alluviale d'accompagnement. Les affleurements argilo-siliceux et les dépôts limoneux ou caillouteux érodés prédominent sur les pentes de raccordement entre le sommet des plateaux et le fond des vallées. Ce type de sol est appelé « perruche » dans la vallée de la Loire où il se prête particulièrement bien à la culture de la vigne.
L'aire du territoire de Chemillé-sur-Indrois est de 2 487 hectares (au 1er janvier 2015), très au-dessus de la superficie moyenne d'une commune de France métropolitaine qui s'établit à 1 510,2 hectares,.
Son altitude varie entre 82 et 142 mètres.

### Hydrographie et hydrologie

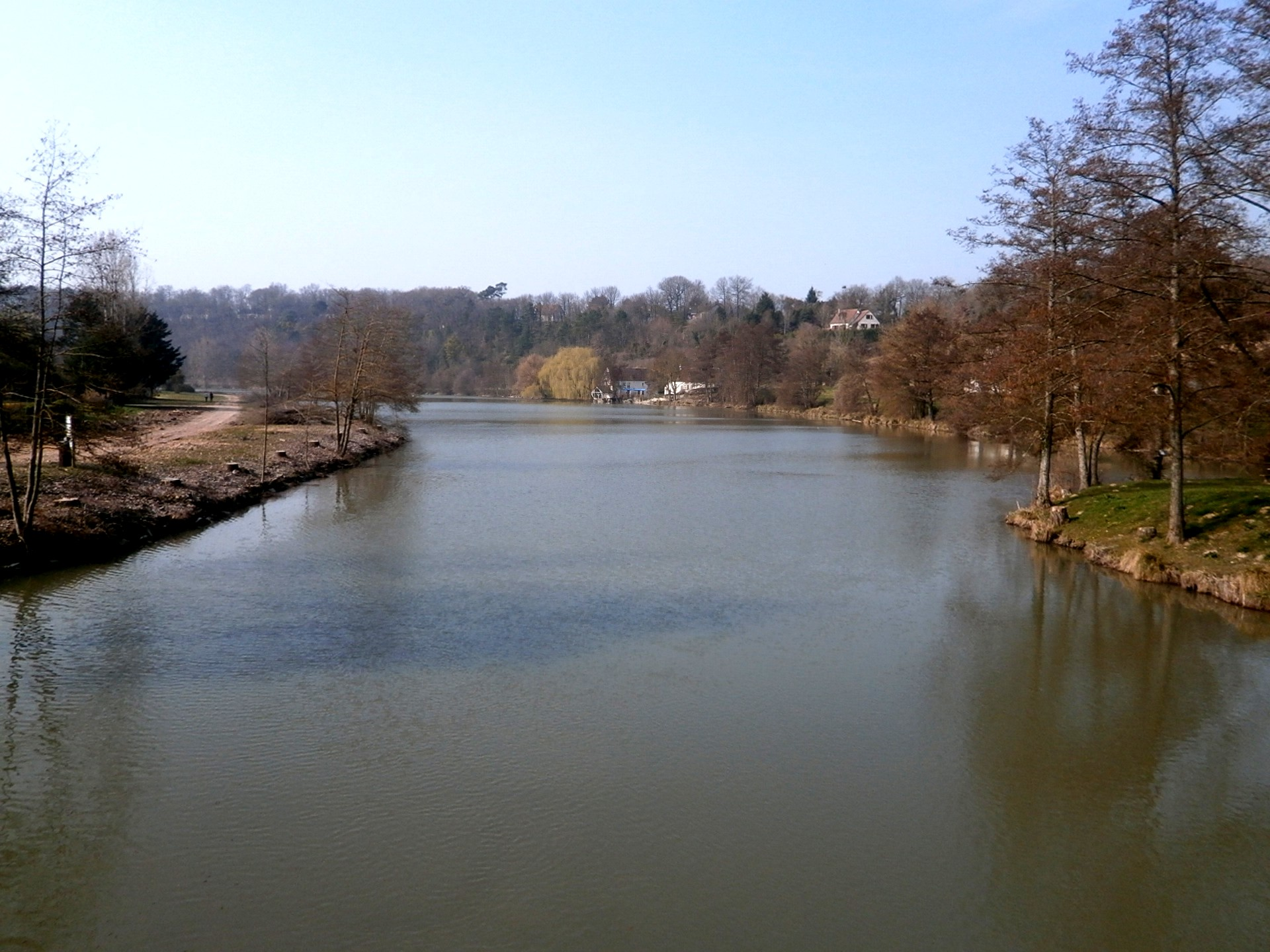
L'Indrois au niveau du plan d'eau.

Le territoire communal est arrosé par la rivière Indrois (affluent de l'Indre et sous-affluent de la Loire), qui traverse la commune de l'est-sud-est vers l'ouest-nord-ouest. Ce cours d'eau décrit plusieurs méandres au fond d'une vallée qu'il a creusée d'environ 15 mètres dans le substrat calcaire du plateau. Les flancs des coteaux peuvent être très abrupts sur le côté concave des méandres, comme sur la rive droite qui fait face au chef-lieu communal ou, un kilomètre plus en aval, sur la rive gauche au niveau du Moulin des Roches,. Un plan d'eau artificiel, créé en 1978 grâce à une digue barrant en aval une cuvette recreusée, occupe 37 hectares à la hauteur du bourg. Sur la commune, l'Indrois reçoit deux affluents notables. À l'est du bourg de Chemillé, le ruisseau d'Olivet, sur la rive droite, capte les eaux d'un bassin versant s'étendant sur la commune d'Orbigny, jusqu'aux limites du Loir-et-Cher. Sur la rive gauche, le ruisseau d'Aubigny, grossi de plusieurs ruisseaux secondaires venant de la forêt de Loches, traverse la partie sud-est du territoire de Chemillé avant de se jeter dans l'Indrois en limite de Genillé, après avoir alimenté, au passage, l'étang de la Corroirie. Deux autres petits ruisseaux temporaires confluent avec l'Indrois en rive droite, l'un en amont et l'autre en aval du plan d'eau.
Le débit de l'Indrois est suivi depuis 1977 à Genillé, en aval de Chemillé-sur-Indrois. Le module de cette rivière moyennement abondante y est de 2,22 m3/s, calculé sur 38 ans, mais les fluctuations saisonnières sont très marquées. En hiver, les hautes eaux ont un débit mensuel moyen entre 3,44 et 4,65 m3/s de janvier à mars inclus, avec un maximum en janvier. Fin mars, le débit chute progressivement. Les basses eaux d'été vont de juin à octobre ; le débit moyen mensuel peut alors descendre jusqu'à 0,56 m3/s en août. Des crues occasionnelles peuvent provoquer des variations brutales de régime, comme le 12 mai 1985 avec un débit instantané de 203 m3/s alors que le débit moyen pour cette même journée était de 108 m3/s. Ces observations à Genillé incluent les contributions de plusieurs affluents supplémentaires.
Trois zones humides ont été répertoriées sur la commune par la direction départementale des territoires (DDT) et le conseil départemental d'Indre-et-Loire : « la vallée du ruisseau de l'Olivet d'Orbigny à la confluence », « la vallée de l'Indrois de Montrésor à la Bergerie » et « la vallée du ruisseau d'Aubigny de Guche Pie à la Courroierie »,.

### Paysages naturels
Le réseau hydrographique compartimente le territoire communal en ensembles paysagers assez homogènes.
La partie située au sud-ouest du ruisseau d'Aubigny est occupée par la forêt de Loches, en grande partie privée sur Chemillé, installée sur les argiles à silex. Cette partie de la forêt de Loches est l'une des plus belles, car les moines de la chartreuse du Liget, dont cette partie du territoire dépendait, en ont amélioré le boisement avec des semis et des plantations raisonnées de chênes. Le plateau de la rive droite de l'Indrois accueille des terres agricoles de valeur moyenne où la culture de céréales domine, mais quelques zones boisées subsistent, sur le plateau ou aux flancs des vallons des ruisseaux. Il est en de même de la zone comprise entre l'Indrois et l'Aubigny, sur laquelle on retrouve toutefois, également, les dernières vignes de la commune.
La vallée de l'Indrois, composée d'alluvions, est réservée aux prairies naturelles ou artificielles, aux cultures de maïs exigeantes en eau et aux peupleraies.
Les pentes entre coteau et plaine, quand elles ne sont pas trop abruptes, ont pu accueillir par le passé des vignes ; mais les taillis, puis les bois ont recolonisé ces espaces. Là où la pente est trop abrupte, les bois ont toujours été dominants, avec parfois quelques pelouses calcaires d'une grande diversité floristique.

### Climat
Pour des articles plus généraux, voir Climat du Centre-Val de Loire et Climat d'Indre-et-Loire.
En 2010, le climat de la commune est de type climat océanique dégradé des plaines du Centre et du Nord, selon une étude du CNRS s'appuyant sur une série de données couvrant la période 1971-2000. En 2020, Météo-France publie une typologie des climats de la France métropolitaine dans laquelle la commune est exposée à un climat océanique altéré et est dans une zone de transition entre les régions climatiques « Moyenne vallée de la Loire » et « Centre et contreforts nord du Massif Central ».
Pour la période 1971-2000, la température annuelle moyenne est de 11,1 °C, avec une amplitude thermique annuelle de 15,1 °C. Le cumul annuel moyen de précipitations est de 708 mm, avec 11 jours de précipitations en janvier et 6,9 jours en juillet. Pour la période 1991-2020, la température moyenne annuelle observée sur la station météorologique de Météo-France la plus proche, sur la commune de Perrusson à 13 km à vol d'oiseau, est de 12,3 °C et le cumul annuel moyen de précipitations est de 730,3 mm,. Pour l'avenir, les paramètres climatiques de la commune estimés pour 2050 selon différents scénarios d'émission de gaz à effet de serre sont consultables sur un site dédié publié par Météo-France en novembre 2022.

### Voies de communication et transport

#### Liaisons aériennes
À un peu plus d'une heure de trajet routier depuis Chemillé-sur-Indrois, l'aéroport de Tours Val de Loire (code IATA : TUF • code OACI : LFOT) propose en 2015 des dessertes régulières à destination de Figari, Marseille, Dublin, Londres-Stansted, Marrakech et Porto. D'autres dessertes saisonnières ou occasionnelles sont également assurées.

#### Infrastructure routière
Le territoire de Chemillé-sur-Indrois n'est parcouru par aucune voie de circulation importante. La D 760 traverse d'est en ouest sa partie sud, de Loches à Montrésor. Le chef-communal, quant à lui, est traversé par la D 10 qui suit sensiblement la rive droite de l'Indrois d'Azay-sur-Indre à Montrésor. Des voies communales, organisées en étoile à partir du centre-bourg, relient Chemillé-sur-Indrois aux communes avoisinantes.

#### Transport en commun
Entre 1889 et 1949, Chemillé-sur-Indrois était une halte ferroviaire sur la ligne de Montrésor à Ligueil via Loches, concédée à la compagnie de chemins de fer départementaux (CFD). Depuis la fermeture de cette ligne le 31 décembre 1949, la commune n'est plus desservie par le rail et la mairie a été installée dans l'ancienne gare. Pour bénéficier d'un réseau de transport en commun, les habitants doivent se rendre à Genillé, commune voisine desservie par la ligne TC du réseau Touraine Fil vert, le réseau interurbain de transport par autocar du conseil général d'Indre-et-Loire. Cette ligne, qui relie Genillé à Descartes, propose un nombre de dessertes variable en fonction des jours ouvrables de la semaine ; elle n'est pas en service le week-end. Elle passe par Ligueil et Loches où elle offre une correspondance avec le réseau TER Centre-Val de Loire (desserte par train ou autocars selon les horaires).

## Urbanisme

### Typologie
Au 1er janvier 2024, Chemillé-sur-Indrois est catégorisée commune rurale à habitat dispersé, selon la nouvelle grille communale de densité à sept niveaux définie par l'Insee en 2022.
Elle est située hors unité urbaine. Par ailleurs la commune fait partie de l'aire d'attraction de Loches, dont elle est une commune de la couronne,. Cette aire, qui regroupe 23, est catégorisée dans les aires de moins de 50 000 habitants,.

### Occupation des sols
L'occupation des sols de la commune, telle qu'elle ressort de la base de données européenne d'occupation biophysique des sols Corine Land Cover (CLC), est marquée par l'importance des territoires agricoles (72,6 % en 2018), une proportion identique à celle de 1990 (72,6 %). La répartition détaillée en 2018 est la suivante : 
terres arables (63 %), forêts (25,6 %), prairies (8,4 %), eaux continentales (1,8 %), zones agricoles hétérogènes (1,2 %). L'évolution de l'occupation des sols de la commune et de ses infrastructures peut être observée sur les différentes représentations cartographiques du territoire : la carte de Cassini (XVIIIe siècle), la carte d'état-major (1820-1866) et les cartes ou photos aériennes de l'IGN pour la période actuelle (1950 à aujourd'hui).

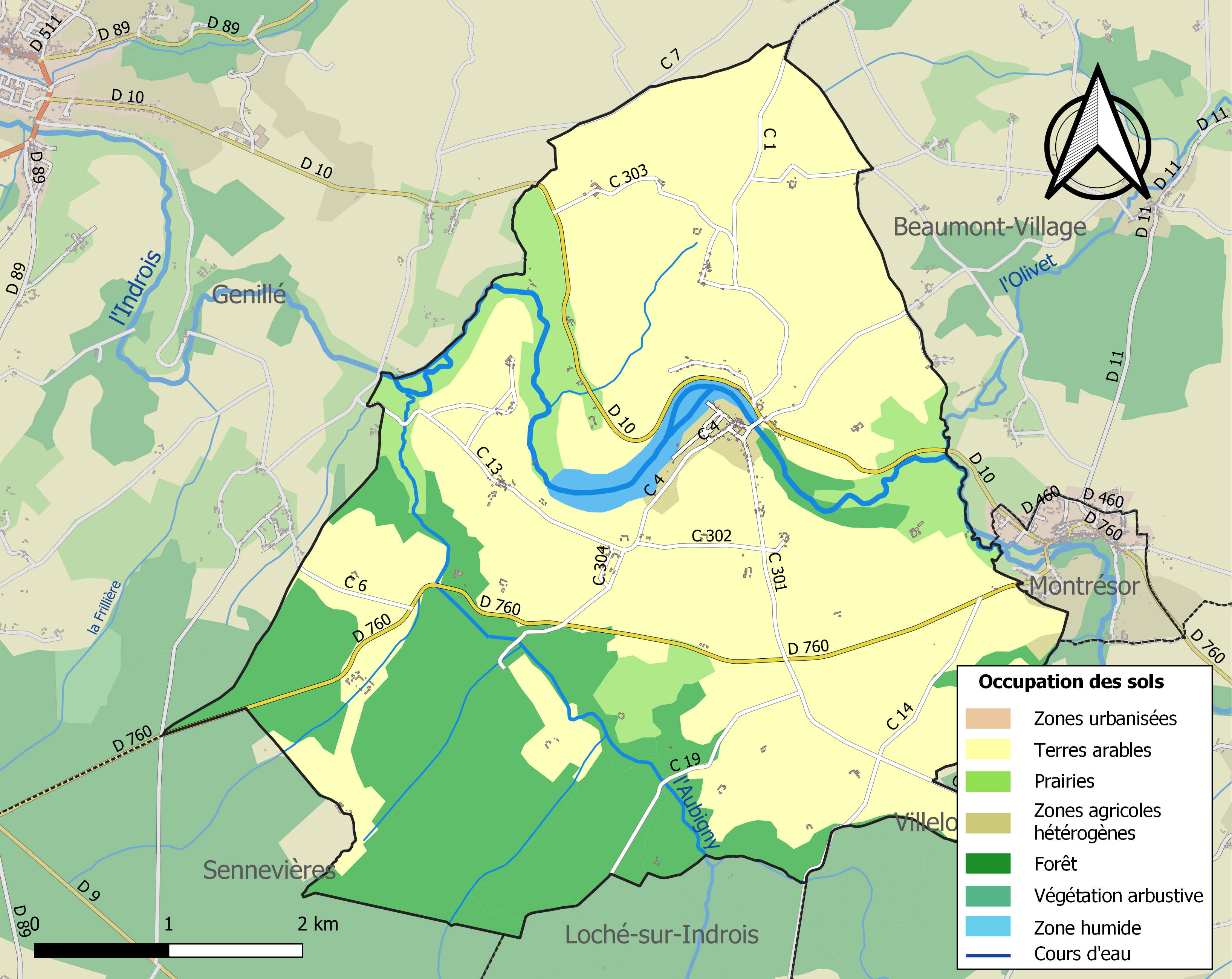
Carte des infrastructures et de l'occupation des sols de la commune en 2018 (CLC).

### Morphologie urbaine

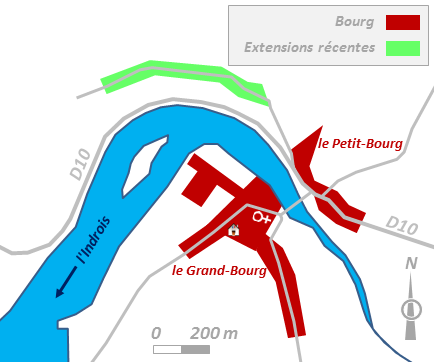
Plan schématique du bourg de Chemillé-sur-Indrois.

La population de Chemillé-sur-Indrois est en grande partie concentrée dans le chef-lieu communal, situé dans le lobe d'un méandre de l'Indrois, sur sa rive gauche, autour du groupe mairie-église. La rive droite s'étend vers le nord-est ; la pente abrupte du coteau au pied duquel passe l'Indrois rend plus difficile la construction en face du centre-bourg. Ces deux entités séparées par l'Indrois étaient autrefois dénommées Grand-Bourg (rive gauche) et Petit-Bourg (rive droite). Les deux parties du bourg ne sont reliées par un pont que depuis la fin du XIXe siècle ; auparavant, le passage était assuré par une passerelle pour les piétons et un gué pour les véhicules. Malgré les contraintes topographiques, un petit lotissement d'une vingtaine de parcelles viabilisées a été aménagé sur la rive droite de l'Indrois, sur la crête du coteau, face au Grand-Bourg. En 2015, il n'est pas entièrement construit.
Une vingtaine de hameaux et d'écarts parsèment le territoire ; aucun ne compte plus d'une demi-douzaine de feux.

### Logement
Le tableau ci-dessous présente une comparaison de quelques indicateurs chiffrés du logement pour Chemillé-sur-Indrois et l'ensemble de l'Indre-et-Loire en 2011, au travers de quelques indicateurs, :
|                                                        | Chemillé | Indre-et-Loire |
| ------------------------------------------------------ | -------- | -------------- |
| Part des résidences principales (en %)                 | 63,4     | 88,4           |
| Part des logements vacants (en %)                      | 7,8      | 7,1            |
| Part des ménages propriétaires de leur logement (en %) | 72,1     | 58,6           |

L'importance des résidences secondaires ou occasionnelles est une caractéristique majeure de l'habitat à Chemillé. Ces résidences représentent en effet 28,9 % des habitations (plus d'une habitation sur quatre), sans commune mesure avec la moyenne de l'Indre-et-Loire qui s'établit à 4,4 % ; en contrepartie, la part des résidences principales se trouve fortement réduite,.
La très grande majorité des ménages (72,1 %) sont propriétaires de leur habitation, valeur bien supérieure à la moyenne départementale et en hausse de 6 points en 6 ans ; le logement locatif ne représente que 23,1 % des résidences principales. En 2011, 54 % des ménages résidaient dans la commune depuis plus de 10 ans. Entre 1991 et 2008, 17 résidences principales ont été construites (presque exclusivement des maisons individuelles), représentant 17,4 % du parc ; entre 1945 et 1991, le nombre de constructions nouvelles était pratiquement identique, mais la période de référence était beaucoup plus longue. Le taux de logements vacants, très légèrement supérieur à la moyenne départementale en 2011, est resté presque stable depuis 2006 (l'augmentation de ce même taux, au niveau départemental, est d'un point sur la même période),.

### Projets d'aménagement
Des structures permettant l'accueil de manifestations sportives sur la base du Lac doivent être aménagées. Cette décision est prise dans le cadre du conseil de la communauté de communes de Montrésor.

### Risques naturels et technologiques
Un seul arrêté de reconnaissance de catastrophe naturelle portant sur des risques « d'inondations, coulées de boue et mouvements de terrain » a été émis le 21 décembre 1999 pour la commune de Chemillé-sur-Indrois. Les risques d'inondations sont liés au régime potentiellement torrentiel des affluents de l'Indrois, à la suite d'épisodes pluvieux importants sur le bassin versant.
La nature argilo-siliceuse des sols du plateau l'expose, après des périodes de sécheresse prolongée, à des phases successives de retrait-gonflement des argiles pouvant fragiliser les fondations des bâtiments. Tout le plateau de Chemillé-sur-Indrois, de chaque côté de la rivière, est soumis à un aléa moyen face à ce risque, selon l'échelle définie par le Bureau de recherches géologiques et minières (BRGM), alors que les vallées et leurs pentes de raccordement au plateau ne sont pas concernées (aléa « faible » ou « a priori nul »).
Chemillé-sur-Indrois est située en zone de sismicité faible de niveau 2 sur une échelle de 1 à 5 ; le risque sismique en Indre-et-Loire augmente de très faible (niveau 1) au nord-est du département à modéré (niveau 3) au sud-ouest, où les tremblements de terre les plus significatifs de ces derniers siècles se sont produits.

## Toponymie et hydronymie
| Formes successives du nom attestées pour la paroisse puis la commune, : - Aquam de Chimiliaco : 1109, cartulaire de l'abbaye de Villeloin ; - Chemilleium : 1125, ibid. ; - Parochiiis de Chemeleio et Geniliaco : 1255, cartulaire de la chartreuse du Liget ; - Chemillié, 1276, ibid. ; - Chemillé, 1290, pouillé de Tours ; - Parocchia de Chemilleo seu Chemigleyo : XIIIe siècle, cartulaire de l'archevêché de Tours ; - Chemillé : v. 1766, carte de Cassini ; - Chemillé-en-Touraine : 1789 ; - Chemillé-sur-Indrois : 1807. |

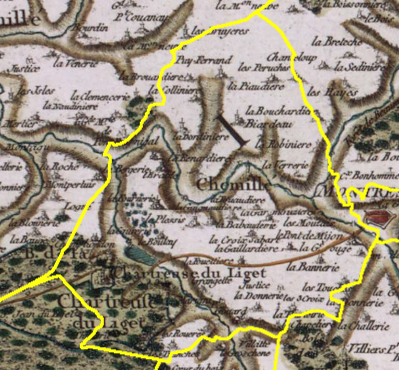
Chemillé-sur-Indrois sur la carte de Cassini (limites communales en jaune).

L'origine du toponyme Chemillé semble assez clairement établie. Il est issu du nom propre Camillius et du suffixe -acum(m). Le nom de Camillius est une évolution de camillus désignant un jeune noble assistant les prêtres lors des sacrifices ; le suffixe -acu(m), qui introduit généralement un sens de possession territoriale, évolue en -ay ou -é dans les régions de langue d'oïl. Deux mentions précoces parfois attribuées à Chemillé-sur-Indrois, Camiliacus villa dans un diplôme de Charlemagne en 775 et Camiliacus dans un acte de Charles II le Chauve en 862, semblent devoir être considérées avec précaution. Rien n'atteste qu'elles se rapportent bien à Chemillé-sur-Indrois. La première peut être attribuée à plusieurs lieux de la Touraine et de l'Anjou, tandis que la seconde désigne, selon toute probabilité, le lieu-dit de Chemallé à Courçay. La première mention attestée est celle d'un cartulaire de l'abbaye de Villeloin au début du XIIe siècle. *CAMILIACU évolue phonétiquement peu à peu et se fixe sous sa forme actuelle Chemillé dès le Moyen Âge. L'orthographe actuelle n'est constante que depuis la carte de Cassini. La commune de Chemillé-en-Touraine voit le jour à la faveur de la loi du 14 décembre 1789. Elle est rebaptisée Chemillé-sur-Indrois en 1807 lorsque la commune de Chemillé-sur-Dême, auparavant dans la Sarthe, intègre l'Indre-et-Loire.[Pas dans la source]
Le nom de l'Indrois est un dérivé en -iscus du nom de l'Indre ; il apparaît dans un cartulaire de l'abbaye de Cormery en 850 (Andriscus). C'est Grégoire de Tours qui, le premier, cite l'Indre au VIe siècle sous le nom de fluvium Angerem dans La Vie des Pères (chap. XVIII). Ce nom est souvent attribué à une évolution du francique anger (prairie herbeuse) d'après la racine ang- ou angr-.
Parmi les toponymes notables présents sur le territoire de la commune de Chemillé, on relève le lieu-dit Bréviande, sans forme ancienne, et qui semble révélateur de la mauvaise qualité locale de la terre, son nom pouvant être une contraction de « brève viande », viande étant entendu au sens général de nourriture. Cette explication reprise à Albert Dauzat et Charles Rostaing qui la proposent pour Bréviandes (Aube, Breviande en 1294), est cependant contestée par François de Beaurepaire qui cite une forme Brivianda (sans date, hypothétique ?) incompatible avec cette hypothèse. Pour lui, il s'agit d'un type toponymique gaulois en -anda comme Nassandres (Eure, Naçandes en 1179). En réalité, aucune de ces deux hypothèses n'est validée par des formes anciennes. Pour justifier la première, on devrait avoir des types latin *brevis vivanda ou éventuellement *brevis vivenda et roman *brieve viande, brieviande, la forme la plus ancienne et la plus régulière de l'adjectif brève étant brieve. Quant à la seconde, les dictionnaires de gaulois n'évoquent pas l'existence d'un suffixe *-anda. En fin de compte, ce toponyme, sans doute prélatin, reste obscur. D'autres microtoponymes, comme les Perruches ou les Bournais renseignent de manière assez nette sur la nature des sols, argiles à silex dans le premier cas et limons éoliens battants dans le second. Bien que se trouvant, à l'ère moderne, en dehors de toute zone fortement boisée, le Breuil est un toponyme emprunté à  l'ancien français, « bois enclos constituant une réserve de chasse », issu du gaulois brogilo).

## Histoire

### Préhistoire
La présence humaine sur le territoire de Chemillé-sur-Indrois semble remonter au moins au Moustérien, attestée par la découverte d'outils sur un site. Au cours du Néolithique, le peuplement semble réparti sur l'ensemble du territoire, puisque des outils en silex ont été trouvés sur dix-neuf sites différents ; le niveau de sédentarisation de ces groupes humains est toutefois inconnu.

### Protohistoire et Antiquité
Deux enclos laténiens ou antiques ont été découverts, l'un dans la vallée de l'Indrois et l'autre sur le plateau.
De nombreux vestiges gallo-romains ont été trouvés à l'est du bourg actuel, de part et d'autre de l'Indrois. Certains ont disparu, mais l'étendue du site et la présence attestée d'une forge antique laissent supposer qu'a pu se constituer à cet emplacement une agglomération secondaire ; cette observation est signalée en 1932 a été partiellement confirmée en 1999 par une campagne de prospection aérienne, malgré des conditions d'observation défavorables. Un aqueduc mi-souterrain mi aérien, mis au jour dans le même secteur au lieu-dit la Ronde, a pu contribuer à l'alimentation en eau de cette petite agglomération, même si ni la source, peut-être éloignée de plusieurs kilomètres, ni le point d'arrivée n'en sont formellement attestés.
Au début du XXe siècle, un trésor de 5 000 à 6 000 pièces de monnaie, à l'effigie de plusieurs empereurs romains, frappées dans la seconde moitié du IIIe siècle a été découvert à Chambaudon ; semblant être contenues dans des vases de terre, ces pièces, mal conservées, ont été dispersées. L'importance de ce trésor témoigne certainement d'un peuplement antique conséquent et peut-être durable. Les trésors antiques du IIIe siècle passent en général pour avoir été constitués en prévision des invasions barbares.

### Moyen Âge
C'est en 987 que Foulques III, dit « Foulque Nerra », arrive à la tête du comté d'Anjou. Il cherche alors à asseoir la domination de sa maison en Touraine, au détriment de la maison de Blois. La bataille de Nouy, en 1044, consacre la victoire définitive de Geoffroy II d'Anjou et des Angevins ; de nombreuses terres, dont Chemillé, deviennent la possession des partisans des comtes d'Anjou. C'est peut-être de cette époque que date un souterrain-refuge découvert à la fin des années 1960 à l'est du territoire communal, près de Montrésor ; les trois salles de ce souterrain pouvaient être isolées par des portes et au moins l'une d'elles était équipée d'une banquette taillée dans la pierre.

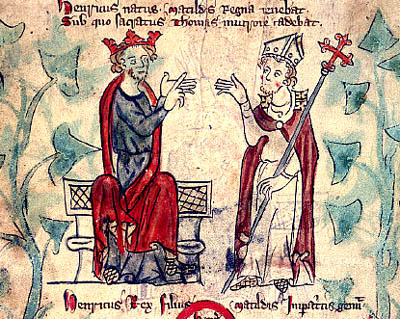
Enluminure du XIVe siècle représentant Henri II (à gauche) et Thomas Becket (à droite).

Au début du XIIe siècle, Chemillé était un petit fief rattaché à la trésorerie de l'église de Tours ; de surcroît, il fut amputé d'une bonne partie de ses possessions au profit de la chartreuse du Liget. De fait, au Moyen Âge, l'histoire de Chemillé-sur-Indrois se confond largement avec celle de la chartreuse du Liget, l'une des rares fondations de l'ordre des Chartreux en Touraine. C'est peut-être sur ordre d'Henri II Plantagenêt, roi d'Angleterre mais aussi comte d'Anjou et à ce titre propriétaire de Chemillé, que la chartreuse fut fondée en 1178 et confirmée en 1199 puis en 1234. Henri Plantagenêt voulait peut-être expier ainsi le meurtre de Thomas Becket probablement perpétré à son instigation. Le monastère se développe rapidement, avec entre autres la construction de la Corroirie, faisant office de maison basse, et ses possessions sur le territoire de la paroisse, mais aussi en dehors, se multiplient. Aliénor d'Aquitaine, épouse d'Henri II, y séjourne, tout comme plusieurs rois de France : Charles V, Charles VII puis Louis XI. En 1363, le monastère accueille 23 frères chartreux. Leur influence sur la vie paroissiale est grande, mais ils contribuent également à façonner le paysage naturel de Chemillé : ils font creuser l'étang de la Corroirie qui les fournit de poissons, ils entretiennent et reboisent soigneusement leurs possessions dans la forêt de Loches. Ils font également édifier un moulin sur l'Indrois à Pont-Cornu, mentionné en 1274, pour subvenir à leurs besoins en farine ; ce moulin est à l'origine d'un différend entre les chartreux du Liget et les bénédictins de Saint-Sauveur de Villeloin, les premiers reprochant aux seconds d'avoir construit une digue nuisible au bon fonctionnement de leur moulin de Chemillé. Par contre, trois moulins mentionnés en 1101 pour deux d'entre eux (« moulins de Salomon ») et en 1131 pour le troisième (« moulin de Ferté ») ne sont pas localisés.

### Temps modernes

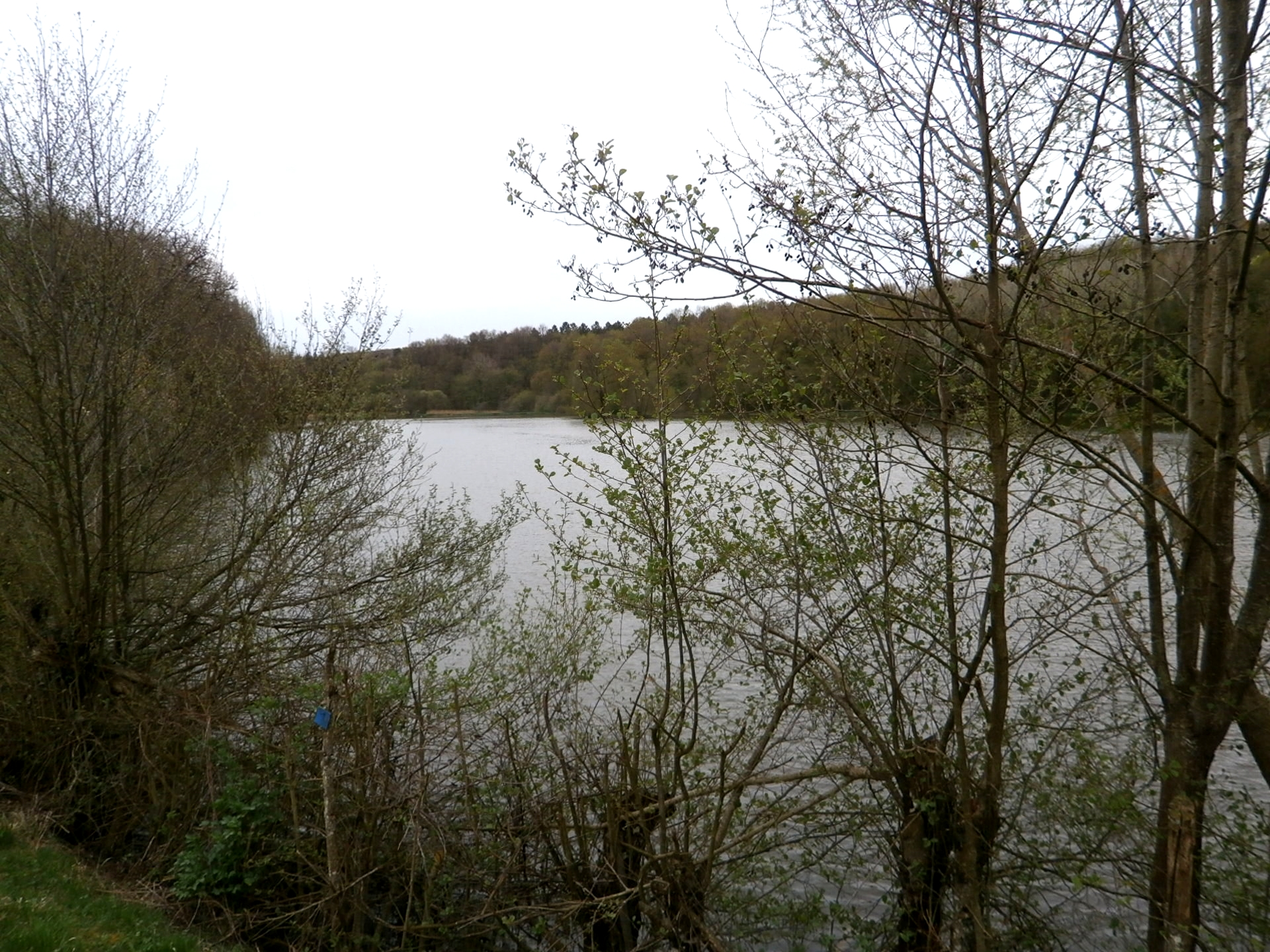
L'étang de la Corroirie.

Pendant les guerres de religion, les édifices religieux de Chemillé, et notamment la chartreuse, subissent de nombreux pillages. Le Liget est dévasté en 1562 et son prieur assassiné ; la Corroirie est mise à sac en mars 1569, les documents qu'elle renfermait brûlés et plusieurs chartreux exécutés. La population semble avoir, plus par jalousie envers les chartreux que pour des motifs religieux, prêté la main à ces exactions.
La chartreuse du Liget se redresse néanmoins et, grâce aux édits promulgués par Louis XIV, retrouve sa puissance. Un siècle avant la Révolution française, les possessions de la chartreuse du Liget s'étendent sur une superficie de 580 hectares de terres cultivables, plus de 430 hectares de bois et forêts et 27 hectares d'étangs,.
En 1787, un vaste programme de travaux et d'agrandissement de la chartreuse est mis en chantier sous l'impulsion du dernier prieur du Liget, Jean-Antoine Coëffé ; il n'aboutira jamais, seul le cloître étant reconstruit. La chartreuse est confisquée dans le courant de l'année 1791 comme bien national, les chartreux encore présents se dispersent et les bâtiments sont rachetés le 7 août 1791. Une partie de la riche bibliothèque des chartreux est récupérée puis entreposée à la bibliothèque municipale de Tours. Ces œuvres ont brûlé dans l'incendie de la bibliothèque en juin 1940.

### Époque contemporaine
Les grandes manœuvres du Centre de 1908 sont l'occasion d'un important déploiement militaire dans le Lochois, et notamment à Chemillé-sur-Indrois où une partie de la 8e division est cantonnée le 16 septembre 1908.
Pendant les combats de la Grande Guerre, 30 Chemillois perdent la vie, tombés sur les champs de bataille de France ou de Belgique mais aussi sur le front d'Orient (Salonique),. Ramenées à la population de 1911, les pertes s'élèvent à environ un habitant sur dix-huit.
À la fin d'août 1944, les troupes allemandes refluent vers le nord ou l'est, cherchant à quitter la Touraine. Le 27 août, un convoi d'une trentaine de véhicules est attaqué, au niveau de la ferme de la Renardière, par un détachement du Premier régiment de France et des maquisards. Les Allemands se replient au Breuil, qu'ils incendient. Le lendemain, ils mettent le feu à plusieurs autres fermes avant, quelques heures plus tard, de traverser Chemillé en direction de Montrésor. À la sortie du bourg, leur convoi est décimé par une attaque de l'aviation alliée.

## Politique et administration

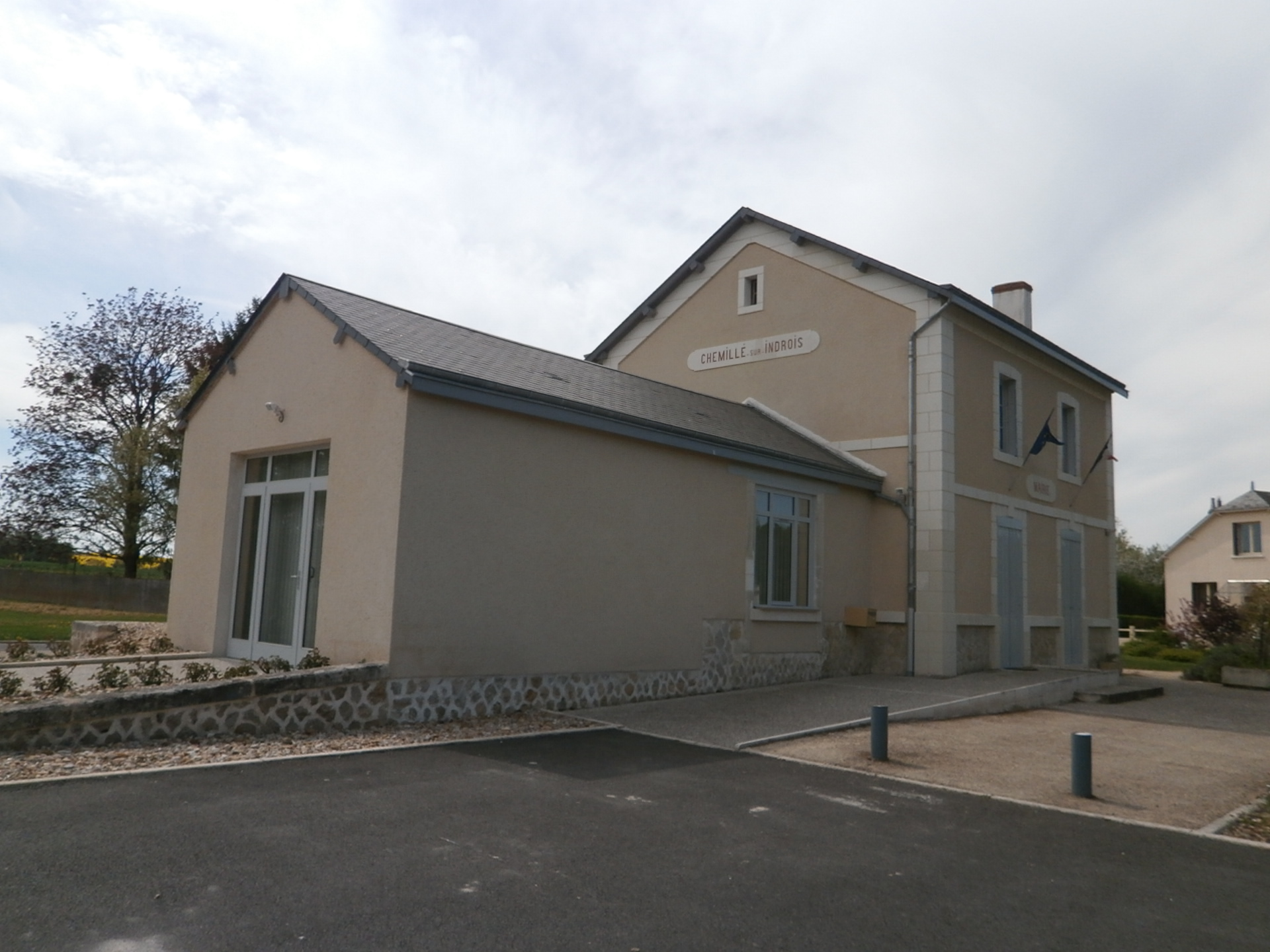
La mairie installée dans l'ancienne gare des CFD.

### Situation administrative
À la suite du redécoupage cantonal de 2014, la commune de Chemillé-sur-Indrois est rattachée au canton de Loches qui compte 29 communes.
Chemillé-sur-Indrois est rattachée à l'arrondissement de Loches et à la 3e circonscription de l'Indre-et-Loire.

### Tendances politiques et résultats
L'électorat chemillois est très constant dans ses choix politiques puisque, à l'exception de l'élection législative de 2012 où il a apporté sa préférence à la candidate du parti socialiste, finalement élue dans la circonscription, tous les autres scrutins ont placé en tête le candidat de droite, des listes de droite se positionnant même aux deux premières places lors des deux élections européennes de 2004 et 2014. Le mode de constitution des listes pour les petites communes lors des scrutins municipaux ne permet pas de mettre en avant des tendances politiques claires.

#### Élection présidentielle de 2017
En 2017, au deuxième tour des élections présidentielles, Emmanuel Macron (En marche !), élu, a obtenu 69,57 % des voix et Marine Le Pen (FN), 30,43 %. Le taux de participation s'est élevé à 80,09 %.

#### Élections municipales les plus récentes
Le nombre d'habitants lors des derniers recensements étant compris entre 100 et 499 habitants, le nombre de membres du conseil municipal est de 11,.
Lors des élections municipales de 2008, les 11 conseillers municipaux ont été élus dès le premier tour ; le taux de participation était de 76,26 %.
Lors des élections municipales de 2014, les 19 conseillers municipaux ont été élus dès le premier tour ; le taux de participation était de 71,50 %.

### Liste des maires
| Période                                  | Période                   | Identité                         | Étiquette | Qualité                                                          |
| ---------------------------------------- | ------------------------- | -------------------------------- | --------- | ---------------------------------------------------------------- |
| 1790                                     | 1809                      | Bruneau                          |           |                                                                  |
| 1809                                     | 1816                      | Pierre Labbé                     |           |                                                                  |
| 1816                                     | 1826                      | Gabillet                         |           |                                                                  |
| 1826                                     | 1831                      | Grégoire Bournigal               |           |                                                                  |
| 1831                                     | 1843                      | Louis Labbé                      |           |                                                                  |
| 1843                                     | 1871                      | Charles Périllaut de Chambaudrie |           |                                                                  |
| 1874                                     | 1878                      | Hercule Pournin                  |           |                                                                  |
| 1878                                     | 24 janvier 1888           | Arthur de Marsay                 |           |                                                                  |
| 1888                                     | 1892                      | Pierre Labbé                     |           |                                                                  |
| 1892                                     | 1900                      | Auguste Cellier                  |           |                                                                  |
| 1900                                     | 31 octobre 1910           | René de Marsay                   |           |                                                                  |
| novembre 1910                            | décembre 1910             | Jules Liard                      |           |                                                                  |
| 1911                                     | 1919                      | Auguste Cellier                  |           |                                                                  |
| 1919                                     | 1952 ?                    | Henry de Marsay                  |           |                                                                  |
| avant 1981                               | ?                         | Elie Arnould                     |           |                                                                  |
| Les données manquantes sont à compléter. |                           |                                  |           |                                                                  |
| mars 2001                                | 23 mai 2020               | Henry Frémont                    | DVD       | Agriculteur Président de la communauté de communes de Montrésor. |
| 23 mai 2020                              | En cours (au 26 mai 2020) | Étienne Arnould                  |           |                                                                  |

### Instances judiciaires et administratives
Jusqu'à la fin de 2009, les habitants de Chemillé-sur-Indrois relevaient de la juridiction du tribunal d'instance de Loches. La réforme de la carte judiciaire mise en place le 1er janvier 2010 a supprimé le tribunal d'instance de Loches, et c'est le tribunal d'instance de Tours qui est compétent pour l'ensemble du département ; toutes les juridictions concernant Chemillé-sur-Indrois sont ainsi regroupées à Tours, à l'exception du tribunal administratif et de la cour d'appel qui continuent à siéger à Orléans, préfecture de la région Centre-Val de Loire.
La commune de Chemillé-sur-Indrois est du ressort de la circonscription de gendarmerie de la brigade de proximité de Montrésor.

### Intercommunalité
Chemillé-sur-Indrois faisait partie de la communauté de communes de Montrésor (CCM), organisme intercommunal dont les compétences s'exercent sur les dix communes constituant l'ancien canton de Montrésor. Se substituant à partir du 13 décembre 2000 à l'ancien SIVOM du canton de Montrésor, elle intervient dans de nombreux domaines : adduction d'eau potable et traitement des eaux usées en régie directe, gestion de la collecte des déchets en remplacement de l'ancien syndicat mixte de collecte et de traitement des ordures ménagères (SMITCOM) du Val d'Indrois, entretien de la voirie, développement économique, etc.
Le syndicat intercommunal d'énergie d'Indre-et-Loire (SIEIL) assure le contrôle et la coordination de l'ensemble des concessionnaires opérant sur l'Indre-et-Loire dans le domaine de la distribution de gaz et d'électricité ; il intervient également sur le renforcement du réseau de distribution d'électricité. Fondé en 1937, il a progressivement évolué dans le contexte d'ouverture des marchés de l'énergie à la concurrence.
Toutes les communes d'Indre-et-Loire, Tours exceptée, adhèrent au SIEIL à titre individuel par arrêté préfectoral en date du 23 avril 2008 pour ce qui est de sa « compétence Électricité ». L'adhésion à la « compétence Gaz » est laissée au choix de la commune et Chemillé-sur-Indrois a décidé de ne pas s'y rattacher. Au 1er janvier 2017, elle intègre la nouvelle communauté de communes Loches Sud Touraine.
Un syndicat intercommunal à vocation unique (SIVU), le syndicat intercommunal de transport scolaire du Lochois auquel adhère la commune de Chemillé-sur-Indrois au même titre que 48 autres communes du Lochois, prend en charge le transports des collégiens et lycéens entre leurs communes respectives et les établissements d'enseignement secondaire, publics comme privés, ouverts dans le périmètre de compétences de ce SIVU. Il opère en convention avec un transporteur professionnel.
Le syndicat mixte Touraine propre, regroupant neuf communautés de communes ou syndicats mixtes intercommunaux d'Indre-et-Loire a pour vocation de favoriser et fédérer les actions en matière de réduction et de valorisation des déchets ménagers. La communauté de communes de Montrésor en est adhérente pour le compte des dix communes qu'elle regroupe, dont Chemillé-sur-Indrois.

### Politique environnementale
Ce domaine de compétence est pris en charge par la communauté de communes Loches Sud Touraine pour l'ensemble de son territoire.

#### Eau potable et assainissement
L'alimentation en eau potable de Chemillé-sur-Indrois et des neuf autres communes de l'ancienne communauté de communes de Montrésor, est entièrement mutualisée, à partir de quatre forages exploitant des nappes du Cénomanien ou du Turonien et de deux stations de traitement. À la fin de 2013, plus de 3 700 foyers étaient raccordés à ce réseau sur l'ensemble de la communauté de communes.
L'assainissement des eaux usées de Chemillé-sur-Indrois est assuré, de manière collective, par une station d'épuration à disques biologiques, d'une capacité de 350 EH (équivalent-habitant), avec rejet des eaux épurées dans l'Indrois au niveau du plan d'eau communal.

#### Déchets ménagers
En 2015, une déchèterie sur le territoire de la commune voisine de Genillé est accessible aux habitants de Chemillé-sur-Indrois et des autres localités de la communauté de communes. Les déchets ménagers recyclables ou non, sont collectés en porte-à-porte de manière hebdomadaire et des conteneurs pour la collecte du verre, du papier ou des vêtements sont répartis sur le territoire communal.

### Finances locales
Le tableau ci-dessous présente l'évolution de la capacité d'autofinancement, un des indicateurs des finances locales de Chemillé-sur-Indrois, sur une période de dix ans :
|                      | 2004 | 2005 | 2006 | 2007 | 2008  | 2009 | 2010  | 2011 | 2012 | 2013 |
| -------------------- | ---- | ---- | ---- | ---- | ----- | ---- | ----- | ---- | ---- | ---- |
| Chemillé             | 280  | 279  | 217  | 342  | - 685 | 548  | 1 619 | 647  | 535  | 320  |
| Moyenne de la strate | 171  | 180  | 209  | 224  | 215   | 209  | 203   | 240  | 252  | 239  |

| ■ CAF de Chemillé ■ CAF moyenne de la strate |

La capacité d'autofinancement de la commune, comparée à la moyenne de la strate, observe une très grande variabilité ; alors que de 2004 à 2007 elle était légèrement supérieure à la moyenne, elle est très fortement négative en 2008 (- 685 €/hab) avant d'établir un record à 1 619 €/hab deux ans plus tard ; ces valeurs extrêmes ne sont pas explicables au regard des renseignements disponibles. Le fonds de roulement est toujours positif et, à deux exceptions près (2008 et 2009), toujours très supérieur à la moyenne de la strate.

## Population et société

### Démographie

#### Évolution démographique
Les premiers registres d'état civil connus de Chemillé datent de 1698. En 1789, ces documents mentionnaient une population de 90 feux|gr=Dico, soit une population estimée à 450 habitants. Dès 1793, les recensements sont individuels.
L'évolution du nombre d'habitants est connue à travers les recensements de la population effectués dans la commune depuis 1793. Pour les communes de moins de 10 000 habitants, une enquête de recensement portant sur toute la population est réalisée tous les cinq ans, les populations de référence des années intermédiaires étant quant à elles estimées par interpolation ou extrapolation. Pour la commune, le premier recensement exhaustif entrant dans le cadre du nouveau dispositif a été réalisé en 2008.

En 2022, la commune comptait 230 habitants, en évolution de +6,98 % par rapport à 2016 (Indre-et-Loire : +1,67 %, France hors Mayotte : +2,11 %).
| 1793 | 1800 | 1806 | 1821 | 1831 | 1836 | 1841 | 1846 | 1851 |
| ---- | ---- | ---- | ---- | ---- | ---- | ---- | ---- | ---- |
| 520  | 571  | 572  | 533  | 525  | 506  | 528  | 521  | 556  |

| 1856 | 1861 | 1866 | 1872 | 1876 | 1881 | 1886 | 1891 | 1896 |
| ---- | ---- | ---- | ---- | ---- | ---- | ---- | ---- | ---- |
| 524  | 506  | 532  | 497  | 500  | 520  | 533  | 551  | 547  |

| 1901 | 1906 | 1911 | 1921 | 1926 | 1931 | 1936 | 1946 | 1954 |
| ---- | ---- | ---- | ---- | ---- | ---- | ---- | ---- | ---- |
| 562  | 555  | 542  | 502  | 517  | 502  | 502  | 491  | 443  |

| 1962 | 1968 | 1975 | 1982 | 1990 | 1999 | 2006 | 2008 | 2013 |
| ---- | ---- | ---- | ---- | ---- | ---- | ---- | ---- | ---- |
| 382  | 339  | 273  | 250  | 207  | 197  | 213  | 218  | 212  |

| 2018 | 2022 | - | - | - | - | - | - | - |
| ---- | ---- | - | - | - | - | - | - | - |
| 228  | 230  | - | - | - | - | - | - | - |

|                                           | 1968 - 1975 | 1975 - 1982 | 1982 - 1990 | 1990 - 1999 | 1999 - 2006 | 2006 - 2012 |
| ----------------------------------------- | ----------- | ----------- | ----------- | ----------- | ----------- | ----------- |
| Taux de variation annuel de la population | - 3,1       | - 1,2       | - 2,3       | - 0,5       | + 1,1       | + 0,7       |
| Solde naturel                             | + 0,3       | + 0,1       | - 0,5       | - 0,1       | + 0,2       | - 0,1       |
| Solde migratoire                          | - 3,3       | - 1,3       | - 1,8       | - 0,5       | + 0,9       | + 0,8       |

La population de Chemillé-sur-Indrois reste relativement stable jusqu'à la fin du XIXe siècle. À compter de cette date, elle commence à décroître, le phénomène connaissant une forte accélération après la Seconde Guerre mondiale. Le chute ne sera enrayée qu'à la fin des années 1990, mais la commune a perdu en 50 ans 60 % de sa population, et une véritable reprise démographique ne semble pas se dessiner. L'évolution de la population chemilloise sur la période de 1968 à 2011 est surtout liée à celle du solde migratoire, le solde naturel n'offrant pas de tendance claire. Ce solde migratoire, très négatif jusqu'à la fin du XXe siècle, est devenu depuis positif,. Sur la même période, la diminution de la taille des ménages est notable : 3,5 personnes en 1968 mais seulement deux personnes en 2011.

#### Pyramide des âges
La population de la commune est relativement âgée.
En 2018, le taux de personnes d'un âge inférieur à 30 ans s'élève à 23,3 %, soit en dessous de la moyenne départementale (34,9 %). À l'inverse, le taux de personnes d'âge supérieur à 60 ans est de 35,1 % la même année, alors qu'il est de 27,8 % au niveau départemental.
En 2018, la commune comptait 110 hommes pour 118 femmes, soit un taux de 51,75 % de femmes, légèrement inférieur au taux départemental (51,91 %).
Les pyramides des âges de la commune et du département s'établissent comme suit.
| Hommes | Classe d’âge | Femmes |
| ------ | ------------ | ------ |
| 0,9    | 90 ou +      | 2,5    |
| 8,2    | 75-89 ans    | 8,5    |
| 28,2   | 60-74 ans    | 22,0   |
| 25,5   | 45-59 ans    | 22,0   |
| 16,4   | 30-44 ans    | 19,5   |
| 10,9   | 15-29 ans    | 6,8    |
| 10,0   | 0-14 ans     | 18,6   |

| Hommes | Classe d’âge | Femmes |
| ------ | ------------ | ------ |
| 0,9    | 90 ou +      | 2,2    |
| 7,9    | 75-89 ans    | 10,2   |
| 17,3   | 60-74 ans    | 18,1   |
| 19,8   | 45-59 ans    | 19,1   |
| 17,9   | 30-44 ans    | 17,2   |
| 18,5   | 15-29 ans    | 17,5   |
| 17,6   | 0-14 ans     | 15,6   |

### Enseignement
Aucun établissement d'enseignement n'est présent à Chemillé-sur-Indrois. Un regroupement pédagogique intercommunal (RPI) assure la scolarisation, au niveau de l'enseignement primaire, des enfants de Beaumont-Village, Chemillé-sur-Indrois, Loché-sur-Indrois, Montrésor, Villeloin-Coulangé et Villedômain. Dans ce cadre, la commune de Villeloin-Coulangé accueille, à la rentrée 2014, 51 élèves de maternelle alors que les élèves du cours élémentaire sont scolarisés à Loché-sur-Indrois (49 élèves) et Montrésor (44 élèves).
Le collège le plus proche se trouve à Montrésor et les lycées les plus proches à Loches, avec deux lycées d'enseignement général, l'un public et l'autre privé, et un lycée public d'enseignement professionnel.
Le transport des écoliers au sein du RPI ainsi que celui des collégiens et lycéens entre Chemillé-sur-Indrois et Montrésor ou Loches est assuré par un service de cars.
Les établissements d'enseignement supérieur sont tous situés à Tours ou dans sa proche périphérie. Parmi eux, l'université pluridisciplinaire François-Rabelais propose, au sein d'une école polytechnique universitaire et de deux instituts universitaires de technologie s'appuyant sur une quarantaine de laboratoires de recherche, sept unités de formation et de recherche ; l'école supérieure de commerce et de management de Tours-Poitiers offre sur ses deux sites des formations Bac+3 ou Bac+5 ; l'école Brassart de Tours est spécialisée dans les arts graphiques. Dans le domaine agricole, le lycée agricole de Tours-Fondettes prépare au diplôme du brevet de technicien supérieur (BTS, Bac+2).

### Vie culturelle et sportive

#### Vie associative
Quatre associations actives ont leur siège social sur la commune de Chemillé-sur-Indrois. Trois d'entre elles opèrent dans le domaine de la culture et de la protection du patrimoine, la quatrième intervenant dans le domaine social.

#### Manifestations culturelles et festivités
Depuis 2013, la base de loisirs sert de cadre à une épreuve de triathlon rassemblant plus de 200 participants.
Depuis 2014, l'Enduro de l'Indrois (moto) est organisé par l'Enduro Club des Pyramides sur 5 communes avec la base de loisirs comme point de départ, de ravitaillement et d'arrivée. Il réunit chaque année pas moins de 350 motards provenant de toute la France. Pour 2016, l'épreuve figure au calendrier du championnat de France d'Enduro. Jamais, depuis 43 ans, la région Centre-Val de Loire n'avait accueillit ce niveau de compétition. L'épreuve revient en 2018 et obtient les louanges de la Fédération Française de Motocyclisme qui qualifie l'Enduro Club des Pyramides d'un des meilleurs clubs organisateurs que compte l'enduro français.
Le syndicat d'initiative de Chemillé-sur-Indrois organise annuellement, pendant la première quinzaine de juillet, une fête du Lac qui combine une brocante, des animations diverses et qui se termine par un feu d'artifice tiré au-dessus du plan d'eau.

#### Équipements sportifs, culturels et de loisirs

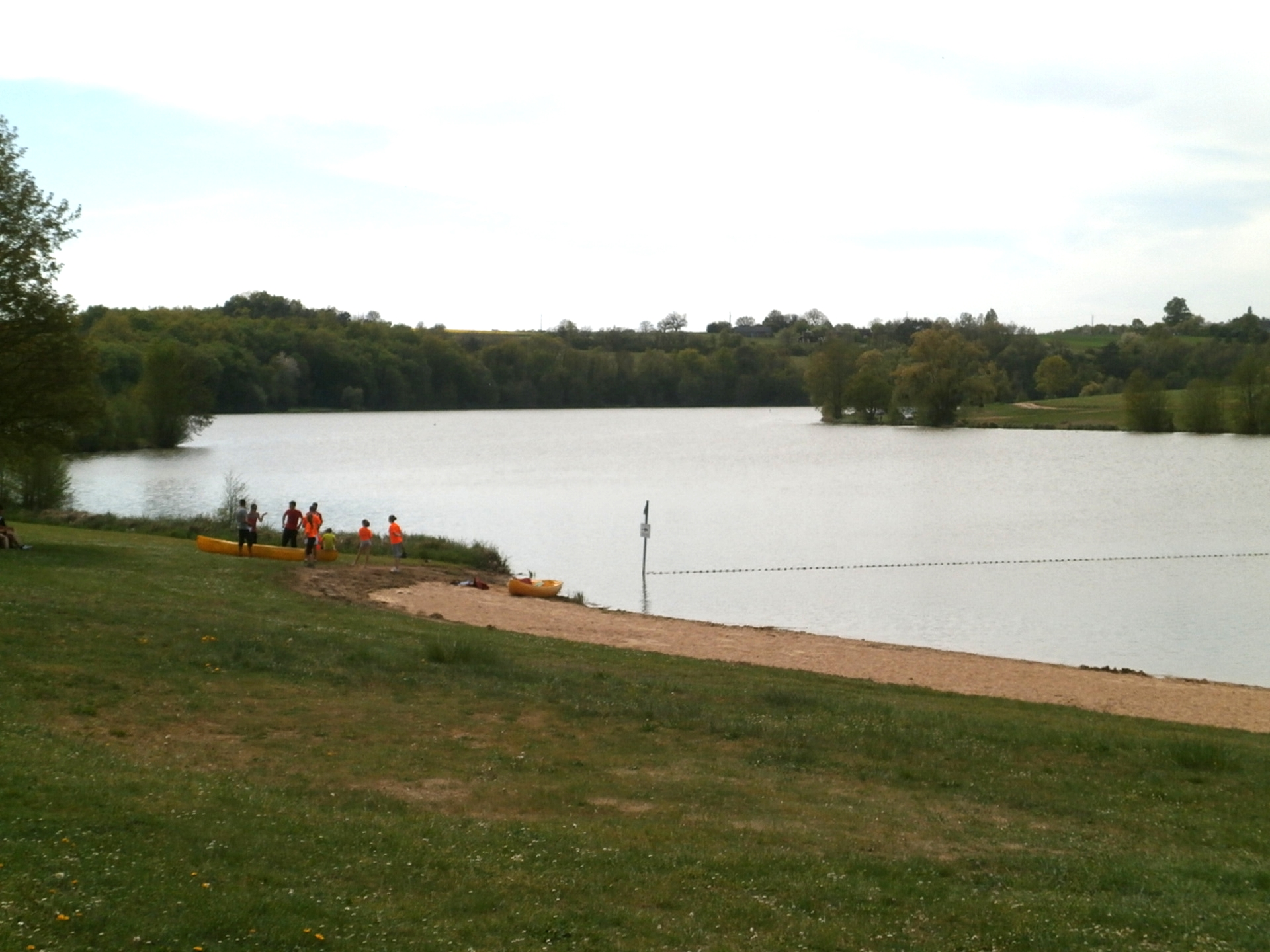
Le plan d'eau de Chemillé-sur-Indrois

La création du plan d'eau artificiel de Chemillé-sur-Indrois, en 1978, répondait à la volonté de développer l'attrait touristique de la commune, en profitant d'une topographie favorable. Le complexe de loisirs de 75 hectares avec un vaste plan d'eau de 37 hectares permet de proposer de nombreuses activités : pêche, baignade (surveillée en été), loisirs nautiques avec possibilité de location de matériel, aires de jeux pour les enfants, court de tennis ainsi qu'un camping et une offre de restauration sur place. Une entreprise privée assure la gestion de cette base de loisirs.

### Santé et services d'urgence
Au 1er janvier 2015, aucun médecin généraliste n'exerce sur la commune de Chemillé-sur-Indrois. Les praticiens les plus proches exercent à Genillé ou Montrésor. Il en est de même pour les officines pharmaceutiques.
L'hôpital le plus proche est le centre hospitalier des Rives de l'Indre à Loches.
Le centre d'incendie et secours le plus proche de Chemillé est celui de Genillé.

### Médias
Le quotidien régional La Nouvelle République du Centre-Ouest consacre quelques pages de son édition Indre-et-Loire, Touraine Est, à l'actualité du canton de Loches. La Renaissance lochoise, « l'hebdomadaire de la Touraine du Sud » est un hebdomadaire d'informations locales sur les cantons du sud de la Touraine.
Parmi les chaînes de télévision de télévision numérique terrestre (TNT) accessibles à tous les habitants de Chemillé-sur-Indrois, France 3 Centre-Val de Loire et TV Tours Val de Loire relaient, entre autres, les informations locales. Parmi les nombreuses stations de radio disponibles, on peut citer France Bleu Touraine.

### Cultes
Le territoire de la commune dépend de la paroisse de Montrésor au sein du doyenné de Loches, lui-même partie de l'archidiocèse de Tours, au même titre que cinq autres doyennés. En 2015, l'église Saint-Vincent de Chemillé-sur-Indrois est l'un des lieux de culte de cette paroisse ; des offices y sont célébrés en alternance avec les autres églises paroissiales.
Monseigneur Vincent Jordy est à la tête de l'archidiocèse de Tours depuis 2019.

### Télécommunications et énergie
En 2014, l'internet haut débit via la technique ADSL 2+ est possible pour tous les abonnés à un réseau de téléphonie fixe.
La commune de Chemillé-sur-Indrois n'est pas rattachée au réseau public de distribution de gaz naturel.

## Économie
Chemillé-sur-Indrois est classée en zone de revitalisation rurale par arrêté du 16 mars 2017.

### Revenus et fiscalité
En 2015, le revenu fiscal médian par ménage est de 30 334 €, alors que la moyenne départementale s'établit à 32 011 € et que celle de la France métropolitaine est de 32 409 €.
Les indicateurs de revenus et de fiscalité à Chemillé-sur-Indrois et dans l'ensemble de l'Indre-et-Loire en 2011 sont présentés ci-dessous, :
|                                                                             | Chemillé | Indre-et-Loire |
| --------------------------------------------------------------------------- | -------- | -------------- |
| Revenu net déclaré par foyer fiscal (en €)                                  | 24 160   | 24 480         |
| Part des foyers fiscaux imposables sur l'ensemble des foyers fiscaux (en %) | 55,7     | 58,3           |

Si le revenu net déclaré par foyer chemillois est très peu différent de la moyenne départementale, la proportion de foyers imposables est légèrement moindre (-2,6 points).

### Emploi
Les deux tableaux ci-dessous présentent les chiffres-clés de l'emploi à Chemillé-sur-Indrois et leur évolution sur les six dernières années, :
|                               | Chemillé 2006 | Chemillé 2011 | Évolution |
| ----------------------------- | ------------- | ------------- | --------- |
| Population de 15 à 64 ans     | 135           | 137           | + 1,5 %   |
| Actifs (en %)                 | 75,5          | 77,6          | + 2,8 %   |
| dont :                        |               |               |           |
| Actifs ayant un emploi (en %) | 71,0          | 68,7          | - 3,2 %   |
| Chômeurs (en %)               | 4,8           | 8,4           | + 75,0 %  |

|                                      | Chemillé 2006 | Chemillé 2011 | Évolution |
| ------------------------------------ | ------------- | ------------- | --------- |
| Nombre d'emplois dans la zone        | 35            | 44            | + 25,7 %  |
| Indicateur de concentration d'emploi | 39,6          | 45,5          | + 14,9 %  |

Sur six ans, la population active de Chemillé-sur-Indrois a légèrement augmenté, mais le taux d'emploi de cette population active a baissé d'un peu plus de 2 points ; sur la même période, le chômage a très fortement augmenté.
Si le nombre d'actifs est resté presque stable, le nombre d'emplois dans la zone a progressé ; l'indicateur de concentration d'emploi est logiquement en augmentation, bien que sa valeur absolue reste encore très basse (environ 45 emplois proposés pour 100 actifs).
En 2011, les actifs résidant à Chemillé-sur-Indrois travaillent en majorité dans une commune du département d'Indre-et-Loire autre que leur lieu de résidence (55,9 %), soit plus d'un actif sur deux. Un peu plus de 31 % d'entre eux travaillent à Chemillé-sur-Indrois même, soit près d'un actif sur trois, alors qu'ils ne sont que 12,9 % à travailler hors du département.

### Tissu économique
Le tableau ci-dessous détaille le nombre d'entreprises implantées à Chemillé-sur-Indrois selon leur secteur d'activité et le nombre de leurs salariés :
|                                                              | Total | %     | 0 salarié | 1 à 9 salariés | 10 à 19 salariés | 20 à 49 salariés | 50 salariés ou plus |
| ------------------------------------------------------------ | ----- | ----- | --------- | -------------- | ---------------- | ---------------- | ------------------- |
| Ensemble                                                     | 42    | 100,0 | 33        | 9              | 0                | 0                | 0                   |
| Agriculture, sylviculture et pêche                           | 21    | 50    | 17        | 4              | 0                | 0                | 0                   |
| Industrie                                                    | 1     | 2,4   | 1         | 0              | 0                | 0                | 0                   |
| Construction                                                 | 1     | 2,4   | 1         | 0              | 0                | 0                | 0                   |
| Commerce, transports, services divers                        | 16    | 38,1  | 12        | 4              | 0                | 0                | 0                   |
| dont commerce et réparation automobile                       | 3     | 7,1   | 3         | 0              | 0                | 0                | 0                   |
| Administration publique, enseignement, santé, action sociale | 3     | 7,1   | 2         | 1              | 0                | 0                | 0                   |
| Champ : ensemble des activités.                              |       |       |           |                |                  |                  |                     |

Toutes les entreprises implantées à Chemillé-sur-Indrois sont en 2012 des très petites entreprises (TPE) employant au maximum 9 salariés — les 9 entreprises concernées n'emploient au total que 12 salariés — mais la très grande majorité d'entre elles (76,8 %) sont des entreprises individuelles sans recours à la main d'œuvre salariale.
En 2013, une seule entreprise, dans le secteur du commerce, des transports et des services divers, s'est créée sur la commune sous la forme d'une entreprise individuelle.

#### Agriculture et sylviculture
Le tableau ci-dessous présente les principales caractéristiques des exploitations agricoles de Chemillé-sur-Indrois, observées sur une période de 22 ans :
|                                            | 1988  | 2000  | 2010  |
| ------------------------------------------ | ----- | ----- | ----- |
| Nombre d'exploitations                     | 28    | 17    | 11    |
| Équivalent Unité de travail annuel         | 50    | 17    | 11    |
| Surface Agricole Utile (SAU) (ha)          | 1 355 | 1 142 | 1 098 |
| Cheptel (nombre de têtes)                  | 357   | 252   | 290   |
| Terres labourables (ha)                    | 1 202 | 1 119 | 1 040 |
| Superficie moyenne d'une exploitation (ha) | 48,4  | 61,2  | 99,8  |

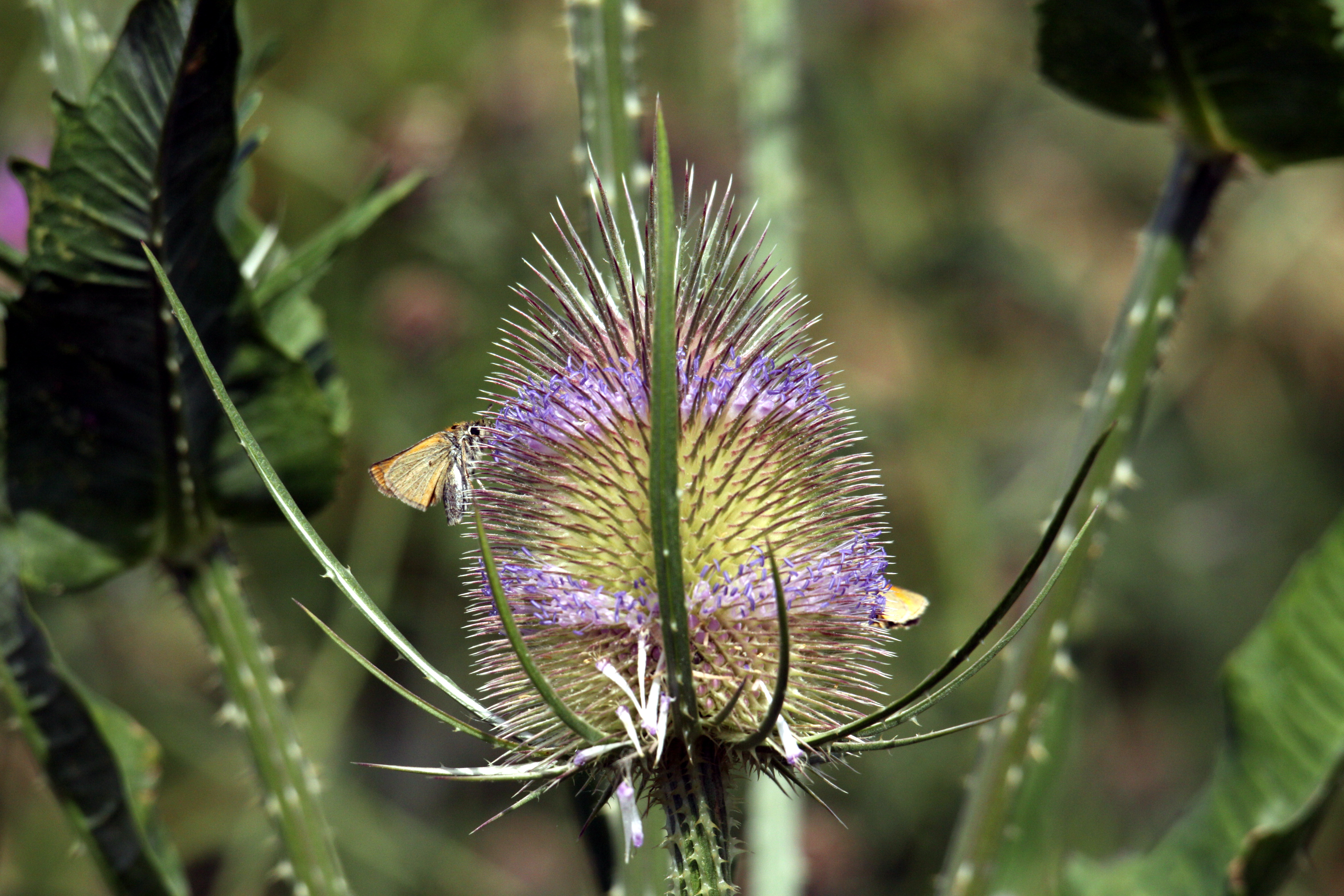
Capitule de cardère cultivée.

Chemillé-sur-Indrois reste une commune agricole, puisque la moitié des établissements actifs opèrent dans ce domaine en 2012 ; mais le nombre des exploitations a diminué de près de 60 % depuis 1988. En contrepartie, et même si la SAU a légèrement diminué, la surface moyenne des exploitations frôle en 2010 la centaine d'hectares. L'agriculture communale, spécialisée dans la culture des céréales, des oléagineux et des protéagineux, conserve toutefois une activité d'élevage non négligeable et le cheptel bovin est même en augmentation sur la dernière décennie. Ce type d'activité n'emploie pas de main d'œuvre salariée : seul le chef d'exploitation travaille sur sa ferme.
En lien direct avec la proximité de la forêt de Loches, trois entreprises interviennent également à Chemillé-sur-Indrois dans le domaine de l'exploitation forestière, secteur d'activités rattaché à l'agriculture dans les statistiques de l'Insee.
Les pentes exposées au sud des coteaux de la rive droite de l'Indrois ont accueilli, jusqu'en 1882 et l'arrivée du phylloxéra en Touraine, la culture de la vigne. Elle avait elle-même succédé à des champs de cardère cultivée ou cardère à foulons (Dipsacus sativus) dont les capitules étaient utilisés dans la finition des étoffes de drap fabriquées à Montrésor. Le semis avait lieu en mars et la récolte en août.

#### Entreprises, commerces et services
Peu d'artisans sont installés sur la commune, avec quelques entreprises du secteur du bâtiment et des travaux publics. Ce sont surtout les services, aux particuliers et aux entreprises, qui sont développés, avec par exemple deux maisons d'édition, une dans le domaine du livre et l'autre dans le domaine musical.
La restauration, traditionnelle ou rapide, est également représentée.

#### Tourisme
Chemillé-sur-Indrois dispose d'un camping (76 emplacements) situé au bord du plan d'eau et offre les services de huit gîtes ruraux et un établissement de deux chambres d'hôtes.

## Culture locale et patrimoine

### Lieux et monuments

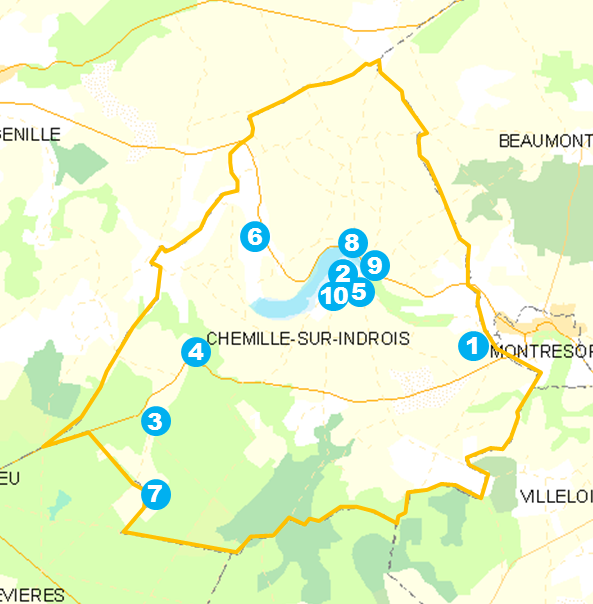
Localisation de quelques-uns des lieux et monuments de Chemillé-sur-Indrois.

Les chiffres entre parenthèses se rapportent aux repères de la carte Localisation de quelques-uns des lieux et monuments de Chemillé-sur-Indrois.
À la limite communale entre Montrésor et Chemillé-sur-Indrois, au flanc du coteau de la rive gauche, se trouve un ensemble de galeries qui constituent la partie encore visible de l'Aqueduc de la Ronde (1). À l'intérieur de la galerie creusée dans le coteau a été aménagé un canal de petites dimensions dans lequel circulait l'eau. L'origine de cet aqueduc ainsi que sa destination sont inconnus. Les vestiges de l'aqueduc ont été mis en valeur grâce à la pose de lutrins informatifs.
L'église Saint-Vincent (2) garde de l'époque de sa construction un chœur roman orné de nombreux modillons ; ce chœur est inscrit au titre des monuments historiques. Une chapelle au XVe siècle puis la reconstruction de la nef quelques années avant la Révolution modifient fondamentalement l'aspect de l'édifice. La cloche de l'église — la plus ancienne de Touraine —, provenant de la chartreuse du Liget, date de 1367. Le chœur et la chapelle sont ornés de vitraux remarquables.
La chartreuse du Liget (3) fut peut-être fondée par Henri II Plantagenêt en expiation du meurtre de Thomas Becket, archevêque de Cantorbery en 1178. Le monastère, qui connut son apogée au Moyen Âge, avait commencé à bénéficier d'importants travaux d'agrandissement et de réfection lorsque survint la Révolution française. Vendue comme bien national et démembrée, la chartreuse fut très largement détruite. Il en reste toujours le portail monumental du XVIIIe siècle, les échauguettes du mur d'enceinte, les ruines de l'église et une galerie du grand cloître. Ces bâtiments constituent les vestiges de la maison haute de la chartreuse. Certains d'entre eux sont inscrits, d'autres sont classés au titre des monuments historiques. À environ un kilomètre, la Corroirie (4), qui constitue la maison basse, présente encore sa porte et sa chapelle fortifiées. Les bâtiments de la Corroirie sont classés au titre des monuments historiques. La chapelle Saint-Jean du Liget, bien que rattachée à la chartreuse au même titre que la Corroirie, ne se trouve pas sur la commune de Chemillé-sur-Indrois mais sur celle, voisine, de Sennevières.
Le château de Chemillé (5) ne garde, de sa construction au XVe siècle, que sa tourelle d'angle et les meneaux de ses fenêtres.
Le bâtiment principal du château de la Renardière (6), de plan rectangulaire, est percé par des baies sur ses quatre faces, dont celles qui éclairent le comble sont pourvues de crossettes. Au sud, l'angle du château porte une poivrière en encorbellement. Les communs du château prennent place dans une aile en retour d'équerre. Peut-être construit au XVe siècle et ultérieurement agrandi, le château a été l'objet au XIXe siècle d'une restauration de grande ampleur qui en a probablement masqué bien des caractères plus anciens. Une chapelle, qui a peut-être existé au XVIIe siècle, n'a laissé aucun vestige.
La nature dominante du sol sur Chemillé-sur-Indrois, argilo-siliceuse, contraint à amender fortement ces terres acides pour améliorer leurs propriétés agricoles. En outre, l'argile du sol se prête bien au façonnage de briques et de tuiles. C'est pour cette raison qu'à Chemillé, comme dans d'autres communes avoisinantes, des équipements spécifiques ont été installés : une tuilerie (7) fonctionnait déjà au Liget en 1635 et un four à chaux troglodytique, creusé dans le coteau non loin du bourg, fut mis en service en 1909. Si ce dernier ne fonctionna que peu de temps — il était déjà à l'arrêt en 1930 —, la tuilerie du Liget ne cessa son activité qu'en 1939. Ces deux équipements sont inscrits à l'inventaire général du patrimoine culturel,. La tuilerie du Liget fabriquait tuiles et briques nécessaires aux bâtiments de l'abbaye et des fermes qui en dépendaient.
Bien que son débit ne soit pas très important, l'Indrois permettait d'actionner de nombreux moulins. Les moulins à farine des Roches, près de la digue du plan d'eau, du bourg (8) et de la Ronde, près de l'aqueduc gallo-romain, sont toujours debout même s'ils ont cessé toute activité. En aval de celui des Roches, le moulin du Pont-Cornu, ancien moulin à farine des chartreux reconverti en moulin à foulon, a perdu tous ses équipements.
Près du pont, au bord de l'Indrois, l'ancien lavoir (9), bien que désaffecté, a conservé ses équipements, trois planches à laver et, dans un angle, un foyer qui permettait de faire chauffer l'eau de la lessive.
Trois puits communs protégés par de petites constructions cylindriques dotées d'une couverture conique en pierre subsistent, dont deux dans le centre-bourg (3).

Lieux et monuments de Chemillé-sur-Indrois (sélection).
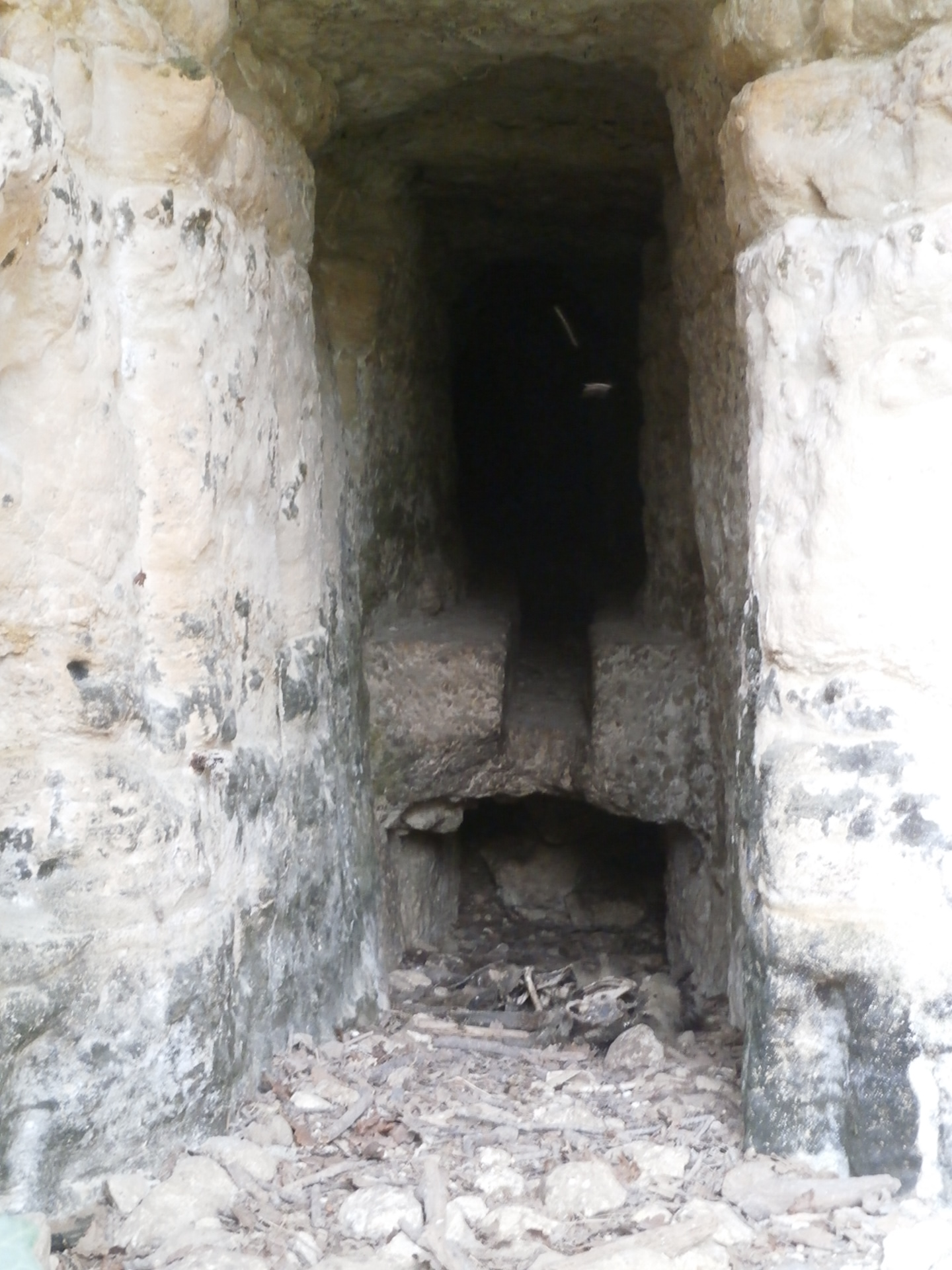
Coupe de la galerie de l'aqueduc de la Ronde.
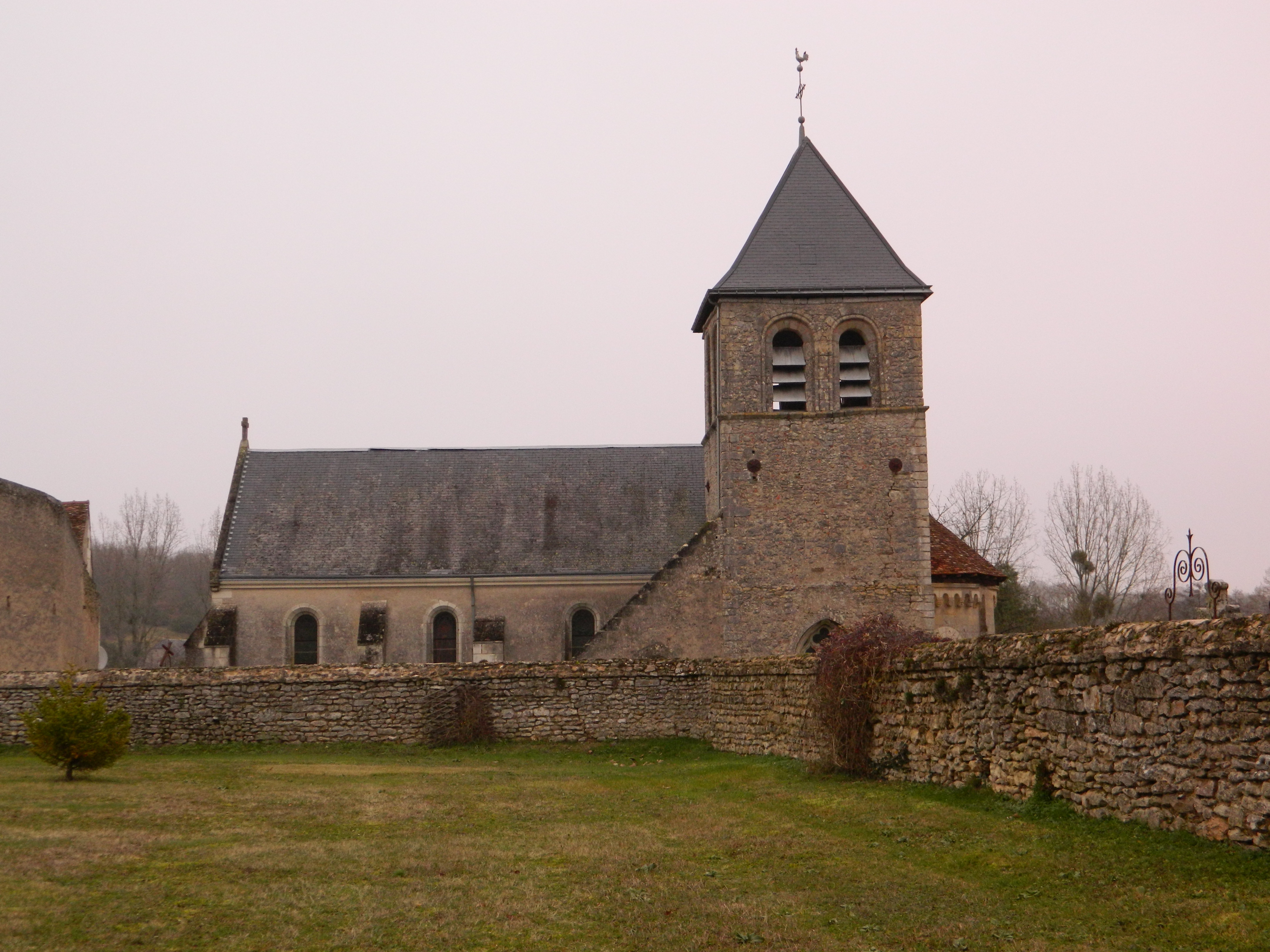
Vue générale de l'église Saint-Vincent.
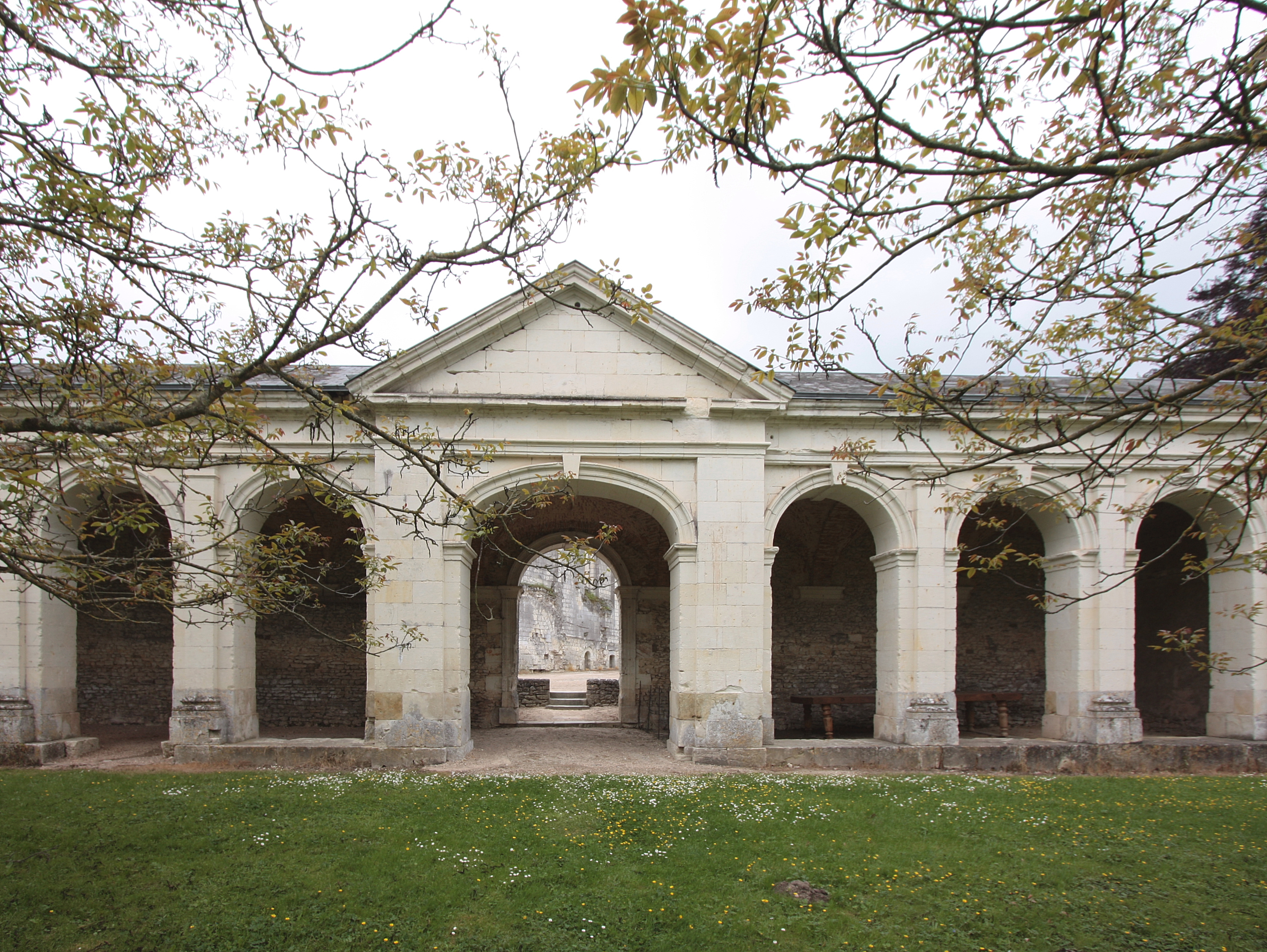
La grande galerie du cloître de la chartreuse du Liget.
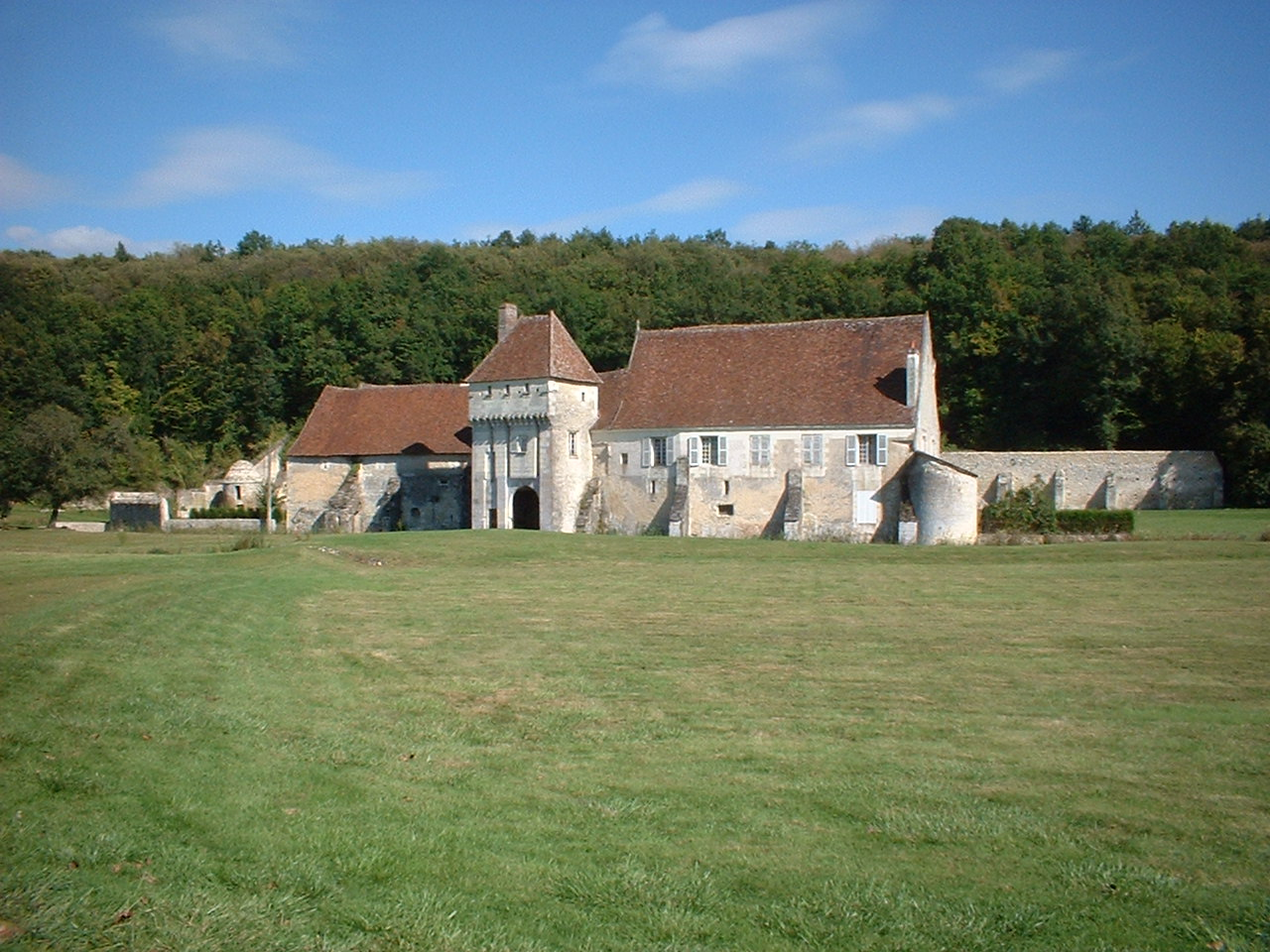
La Corroirie.
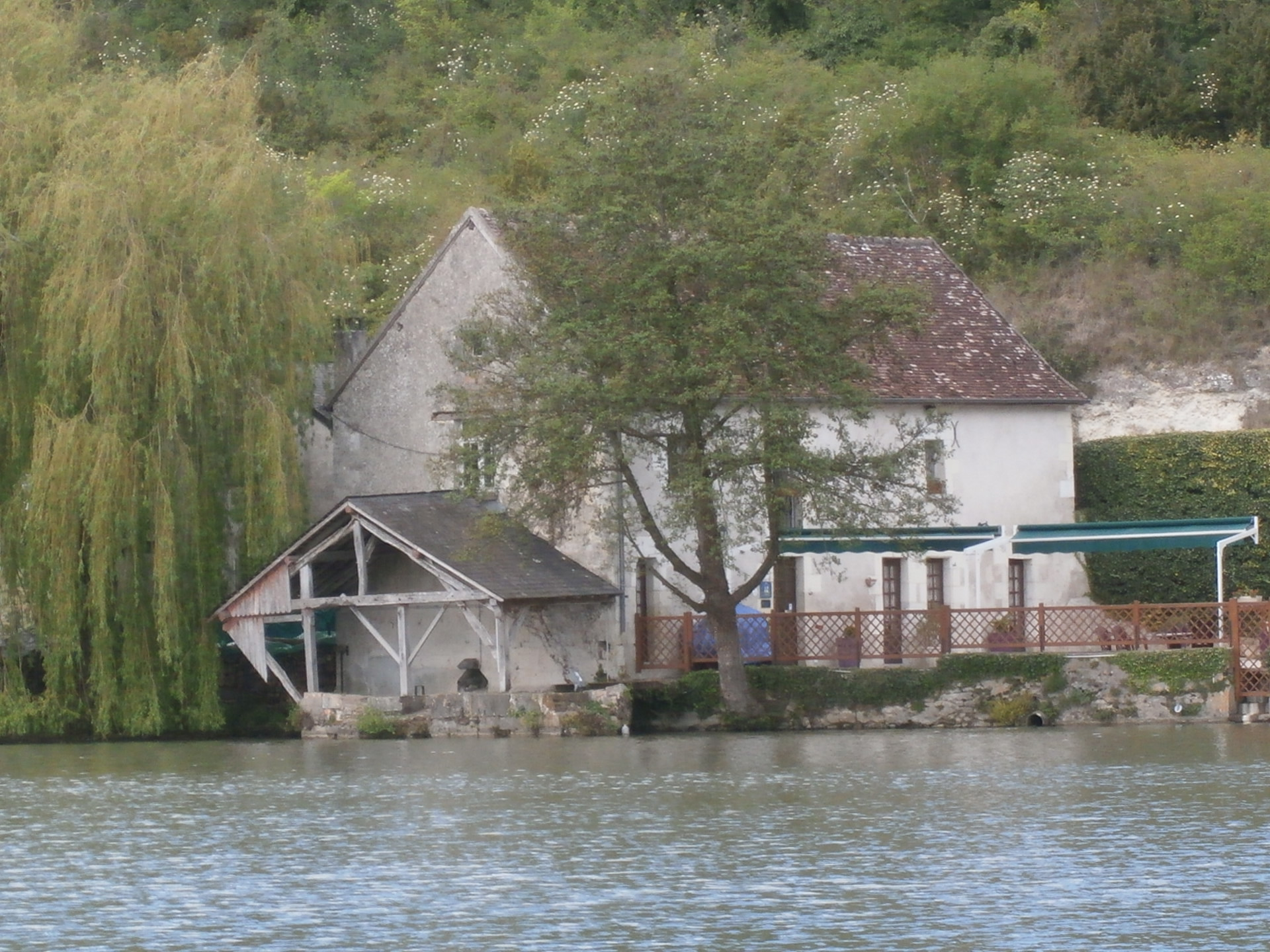
L'ancien moulin du bourg.
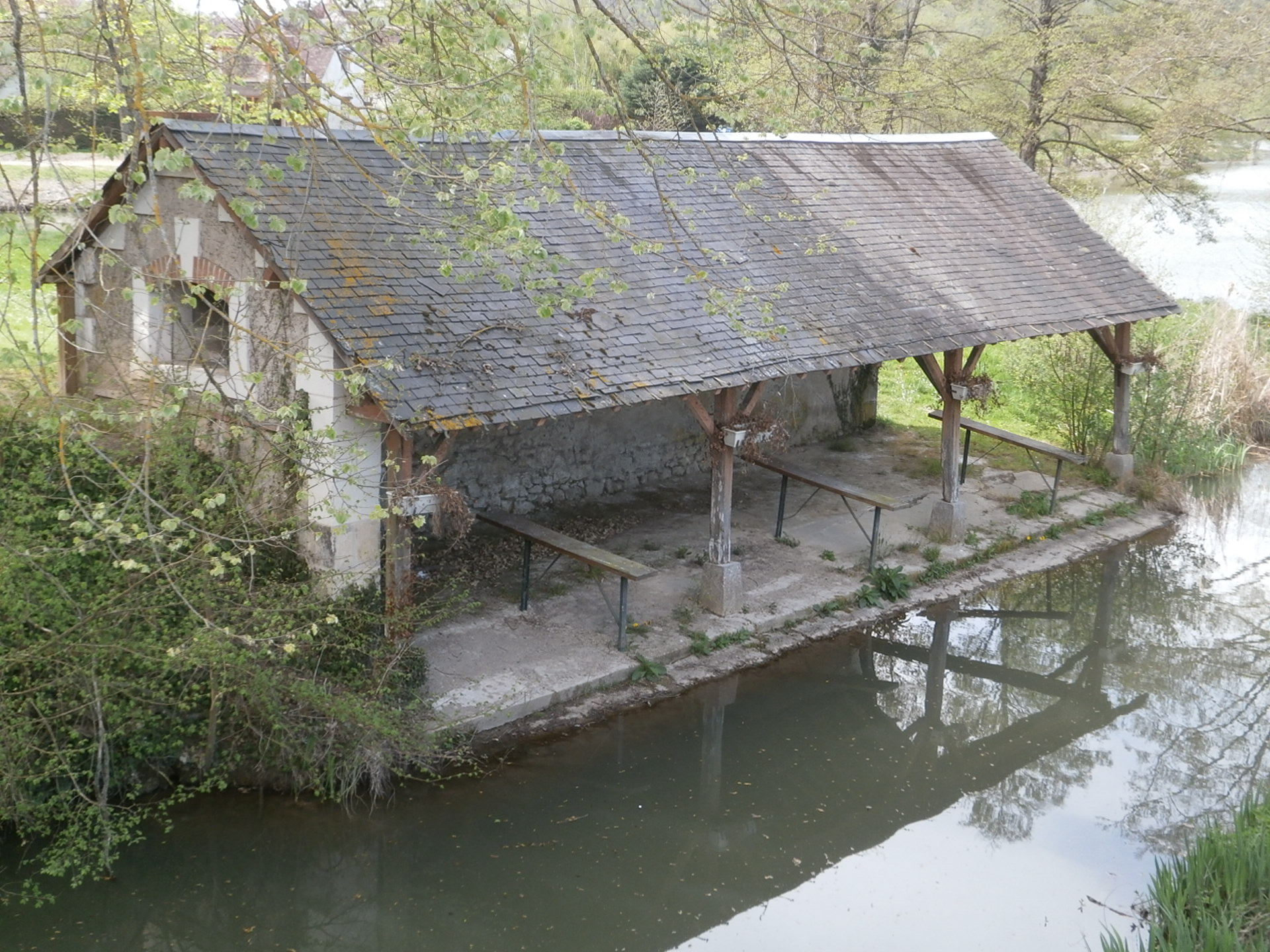
Le lavoir.
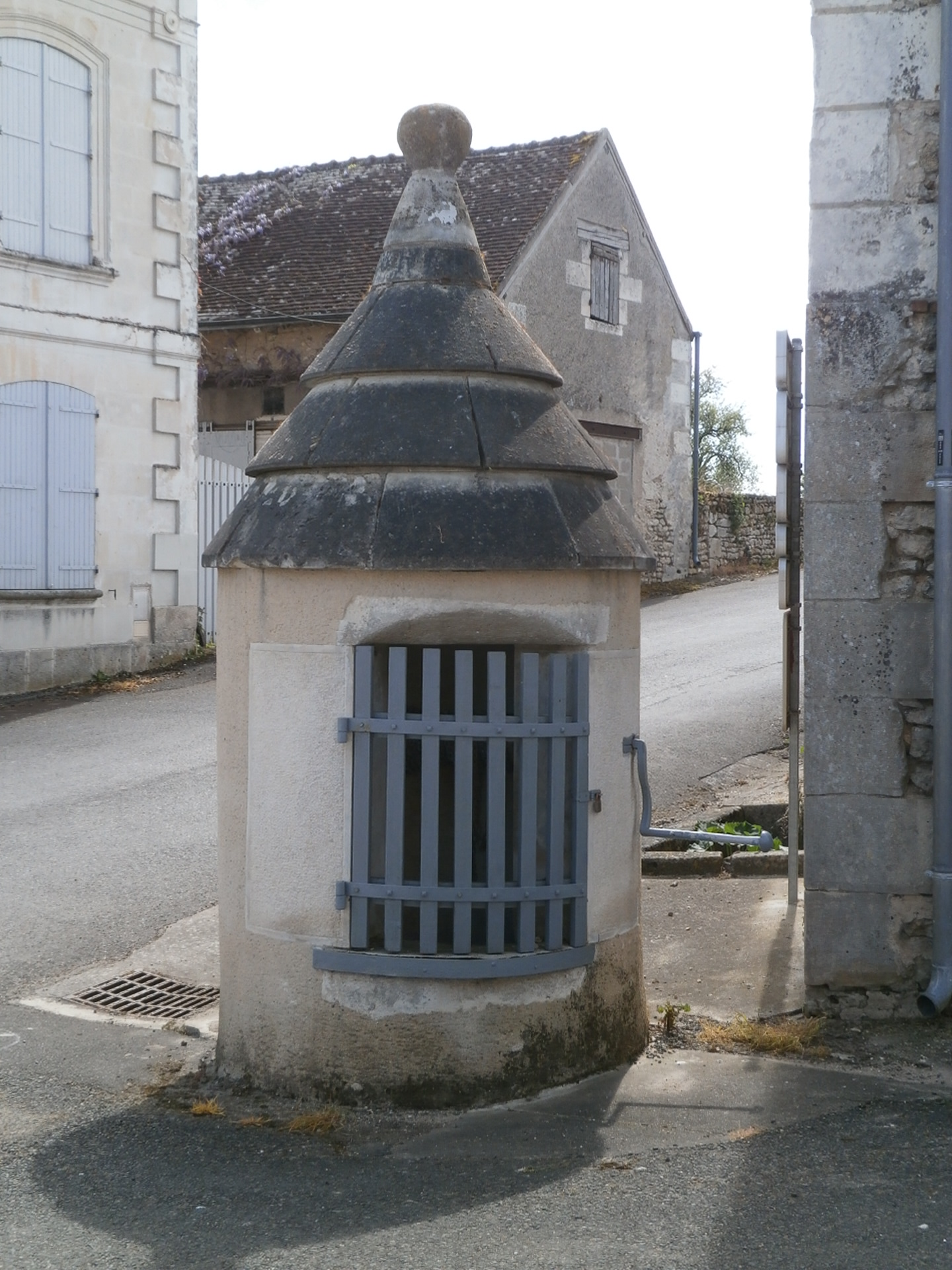
L'un des puits communaux.

### Patrimoine naturel

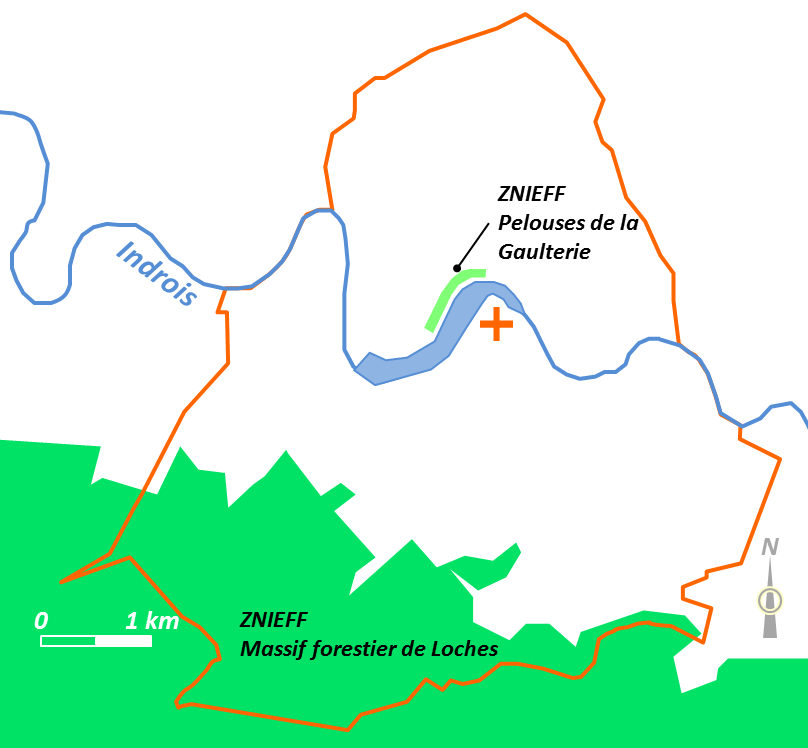
Localisation des ZNIEFF sur le territoire de Chemillé-sur-Indrois.
Traits et croix orange : limites et chef-lieu communaux.

Le territoire communal de Chemillé-sur-Indrois recèle deux zones naturelles d'intérêt écologique, faunistique et floristique (ZNIEFF). Les ZNIEFF, telles que définies dans un programme lancé en 1982 par le ministère chargé de l'environnement, sont des espaces sur lesquels s'exerce un inventaire et une surveillance de la faune et de la flore ; aucune mesure de protection spécifique n'y est attachée.
Les pelouses de la Gaulterie (seconde génération, type 1) constituent une petite ZNIEFF d'une superficie de 5,14 ha, au flanc d'un coteau boisé exposé au sud et tourné vers le plan d'eau de Chemillé. Pelouses calcaires et landes à genévrier abritent une douzaine d'espèces botaniques adaptées à ces milieux, rares ou protégées, comme le polygale du calcaire (Polygala calcarea), le trèfle rougeâtre (Trifolium rubens), Silaum silaus ou plusieurs espèces d'orchidées sauvages comme l'ophrys mouche (Ophrys insectifera), l'orchis pyramidal (Anacamptis pyramidalis) ou l'orchis singe (Orchis simia). Cette ZNIEFF semble toutefois fragilisée par la construction, à proximité immédiate, d'un lotissement qui peut conduire à son isolement.
La ZNIEFF de deuxième génération et de type 2 dite du massif forestier de Loches, concerne 5 066 hectares sur 9 communes ; à Chemillé, elle s'étend sur la rive gauche de l'Indrois. Considérée comme l'un des massifs boisés les plus riches d'Indre-et-Loire, la qualité de son boisement est renforcée, à Chemillé, par l'action des moines de la chartreuse qui au fil des siècles en ont contrôlé le repeuplement. De nombreuses espèces remarquables de la flore et de la faune y sont rencontrées, comme la scolopendre (Asplenium scolopendrium var. scolopendrium), une fougère sur le bord des talus humides de la forêt, ou la Myrtille (Vaccinium myrtillus), comme six espèces de chiroptères, dont le vespertilion de Daubenton (Myotis daubentonii), des insectes saproxyliques dépendants du renouvellement naturel du boisement comme {{|trad=Akimerus schaefferi}} ou des oiseaux qui y nichent, à l'image de l'engoulevent d'Europe (Caprimulgus europaeus) ou du pic cendré (Picus canus).

Flore des pelouses de la Gaulterie (sélection).
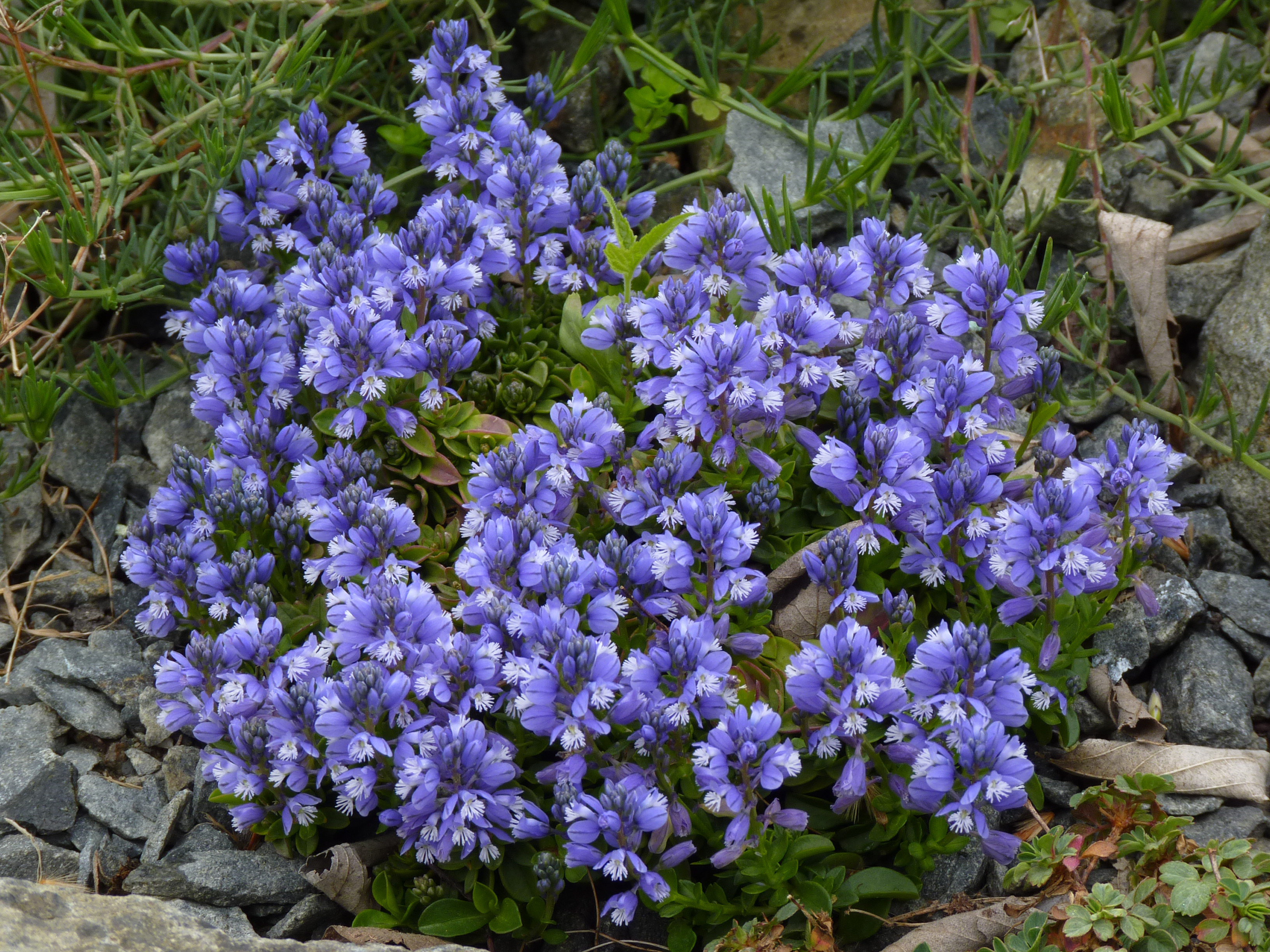
Polygale du calcaire.
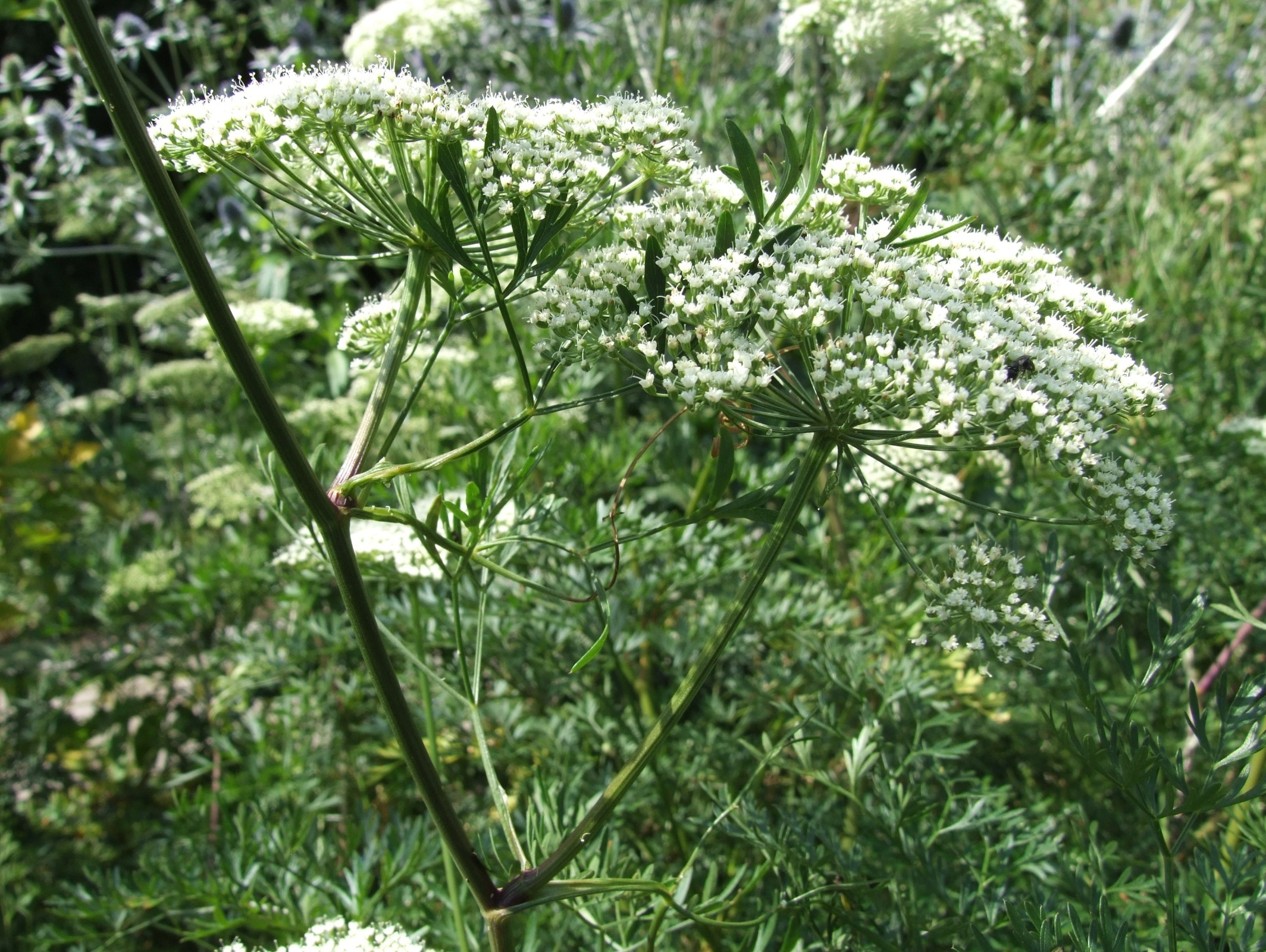
Silaum silaus.
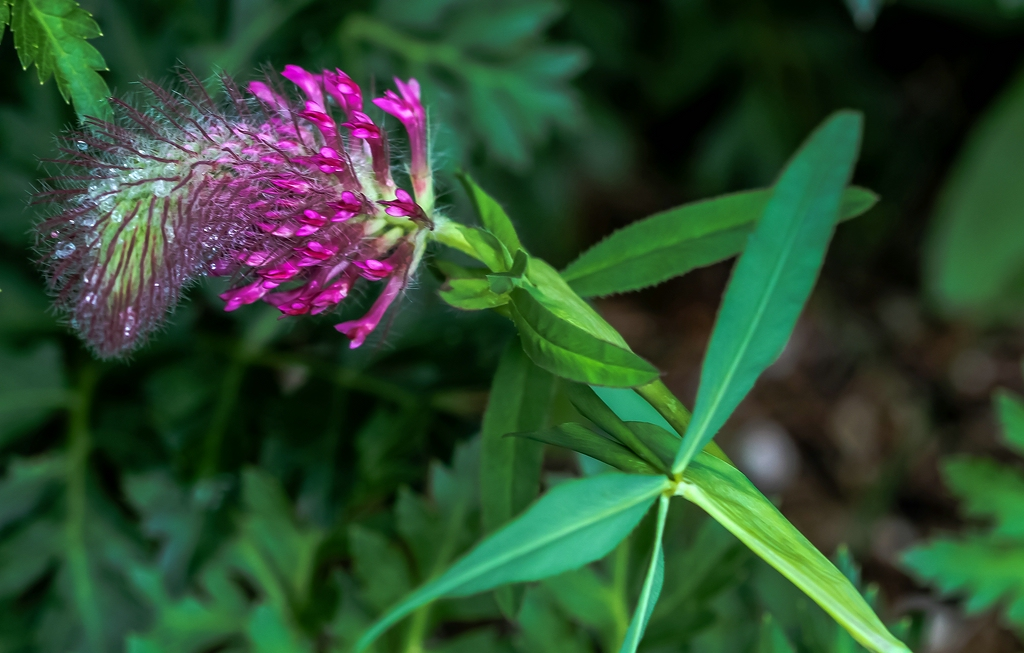
Trèfle rougeâtre.
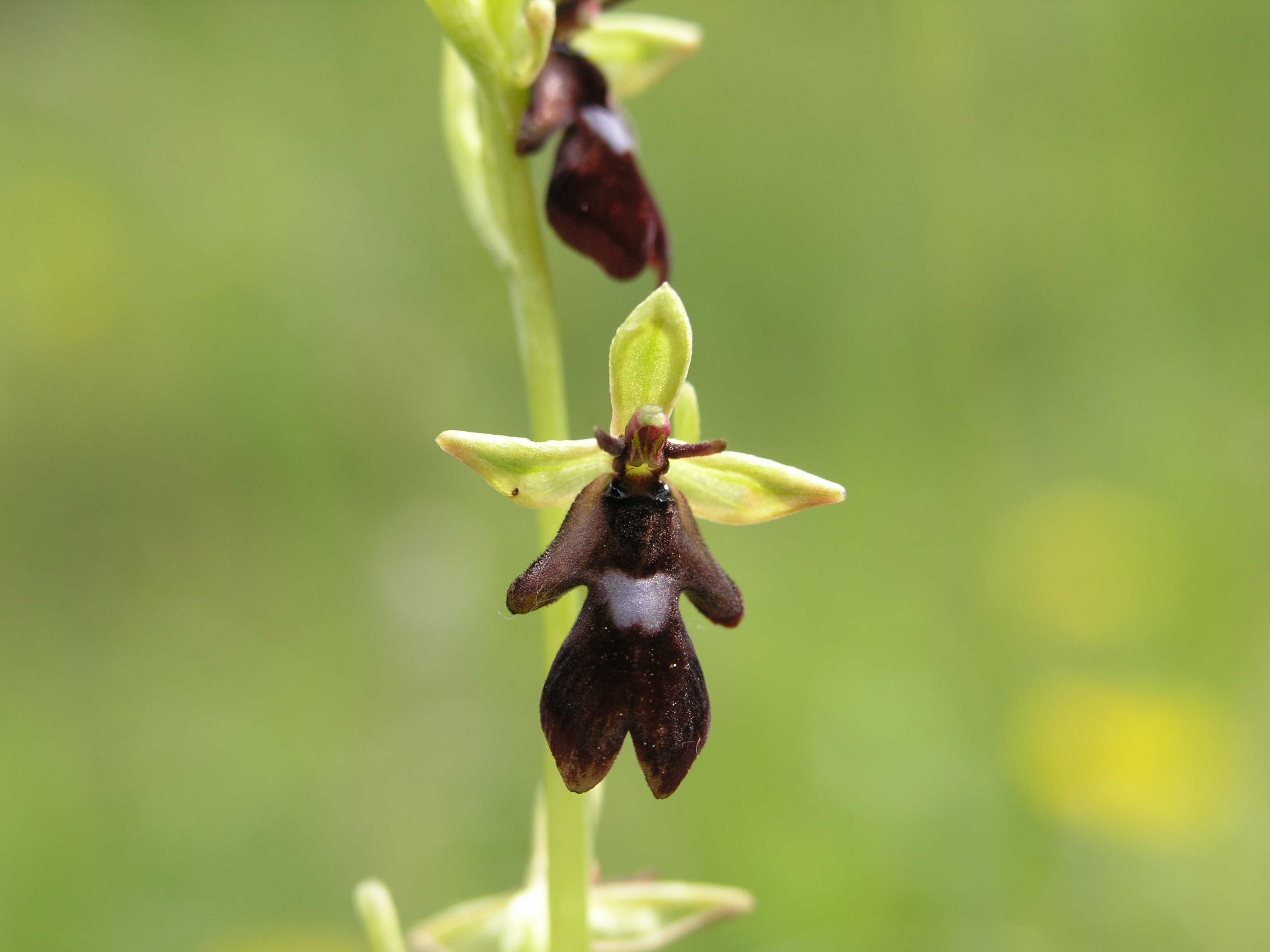
Ophrys mouche.
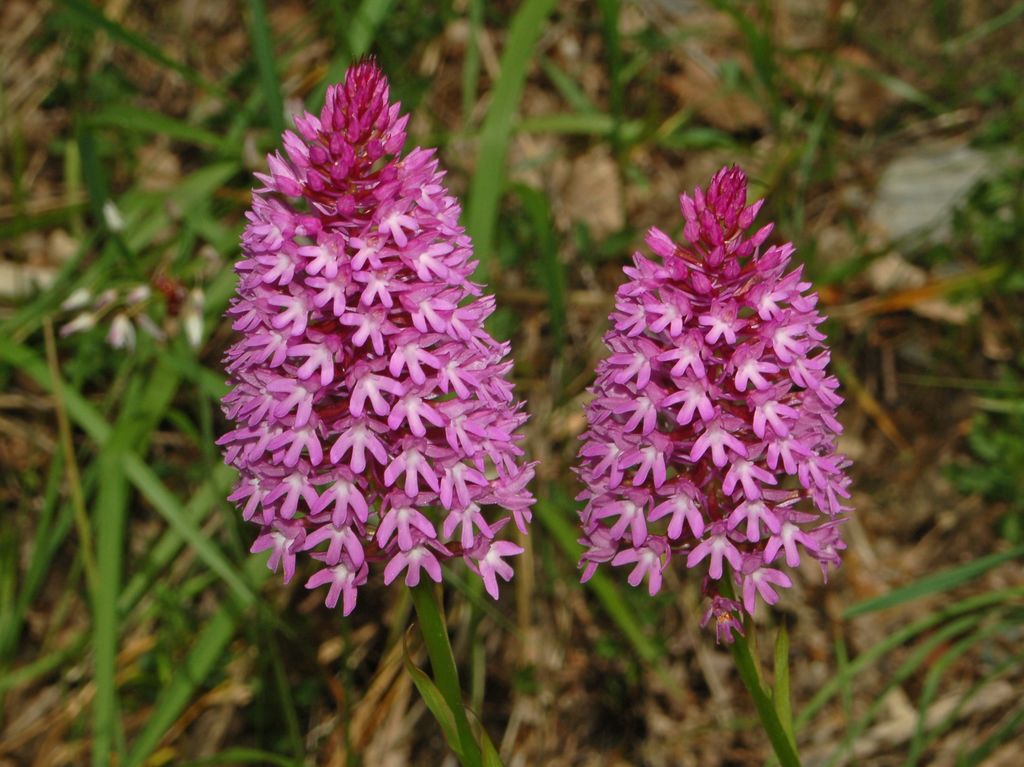
Orchis pyramidal.
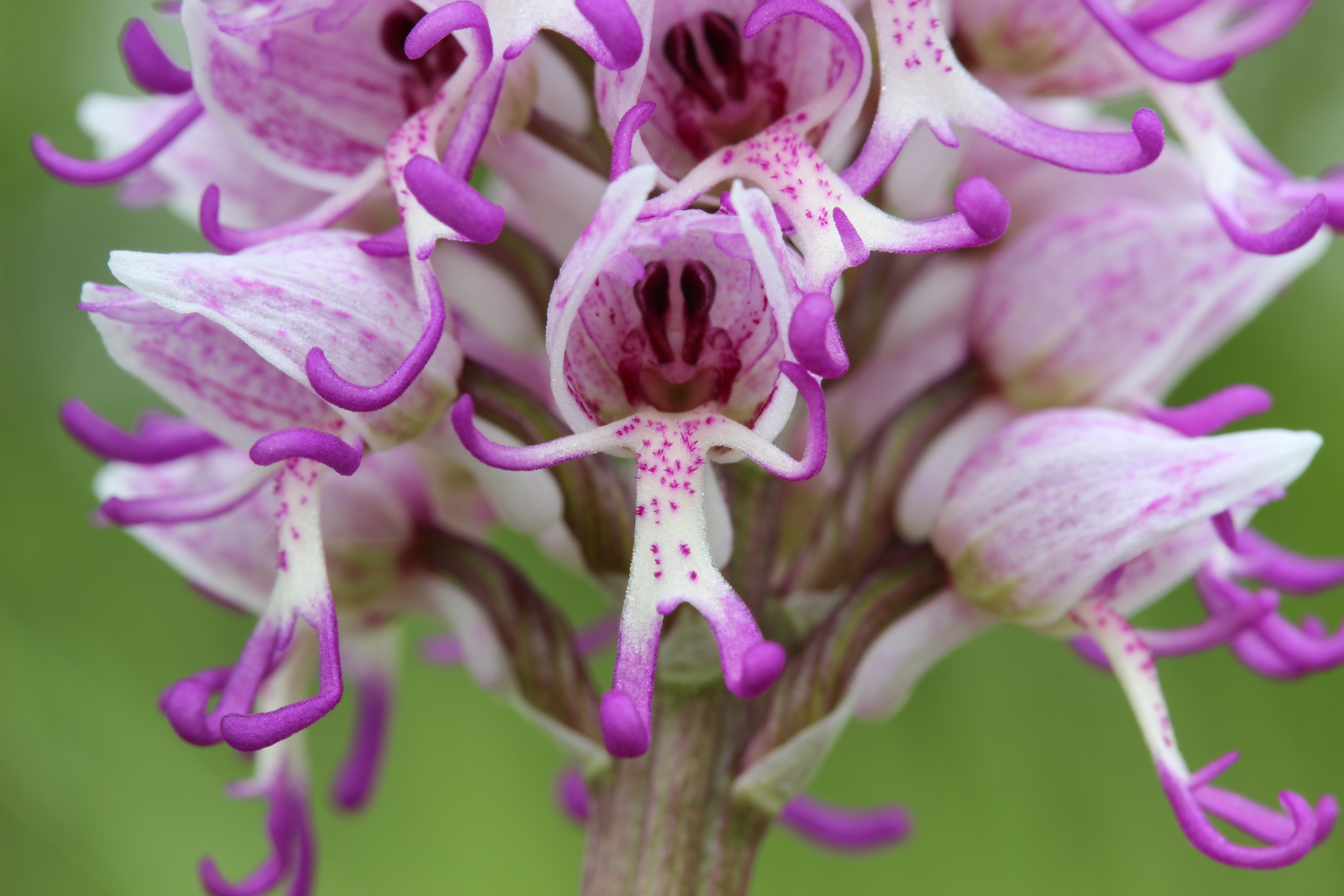
Orchis singe.

Flore et faune du massif forestier de Loches (sélection).
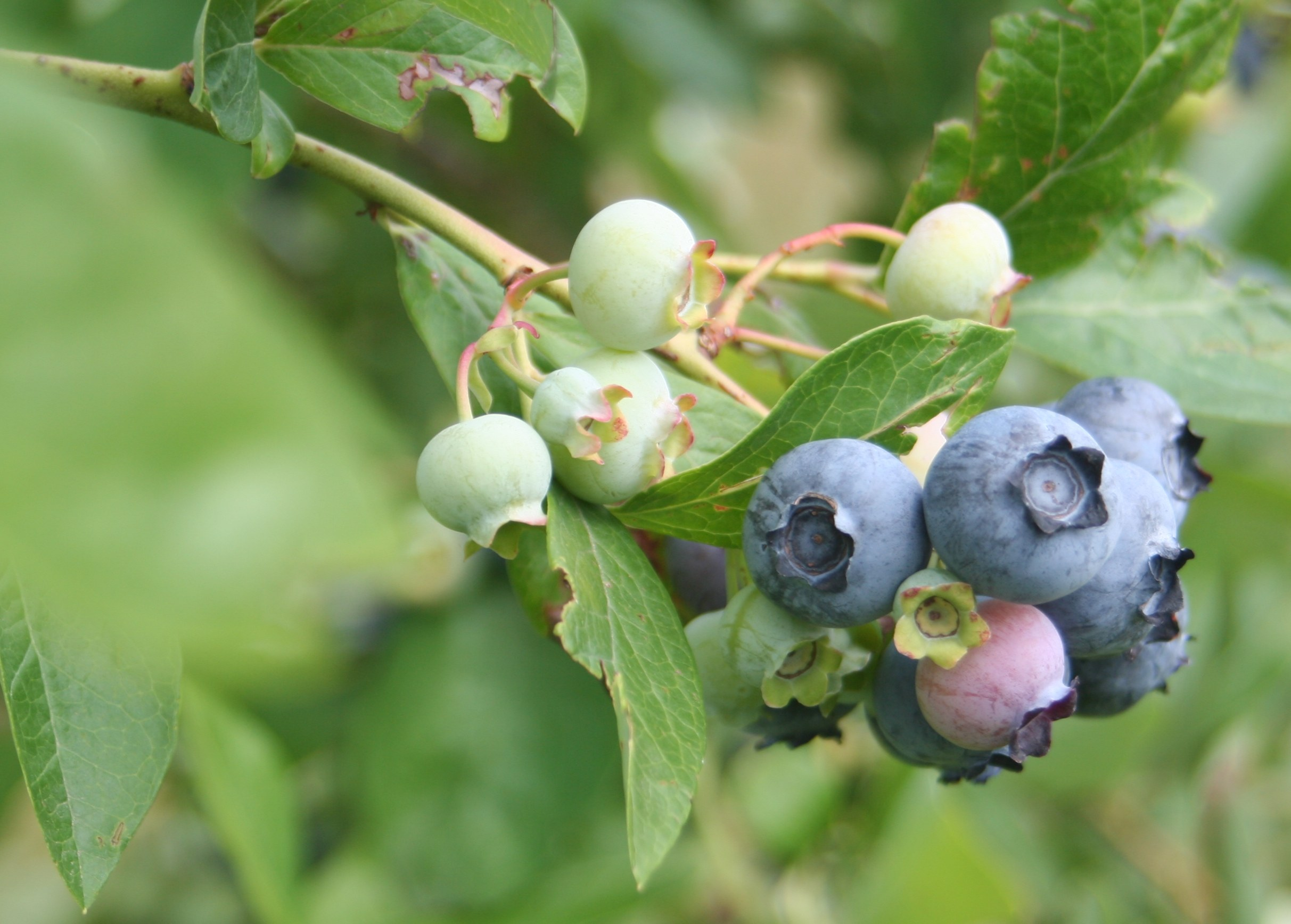
Myrtille.
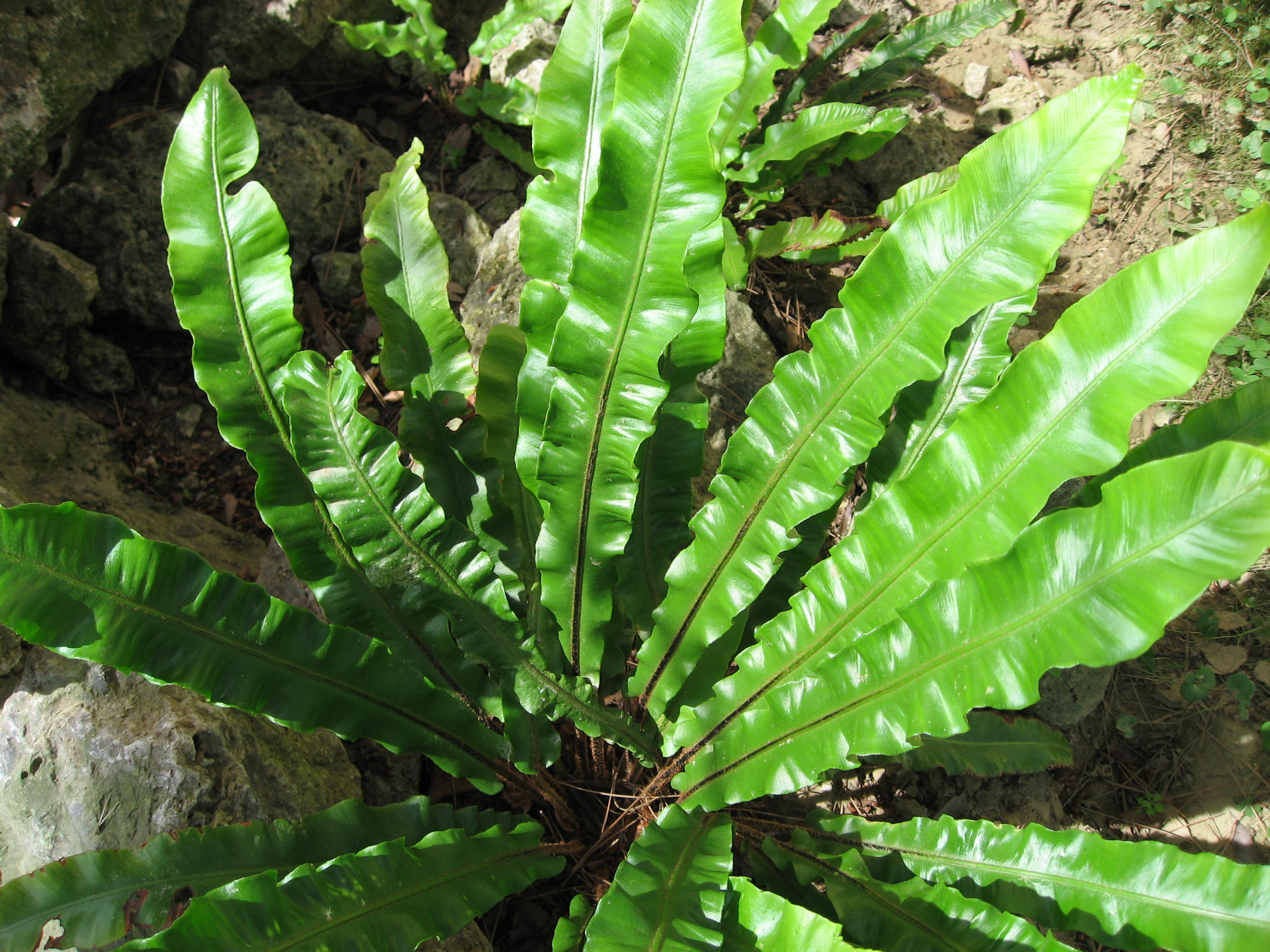
Scolopendre.
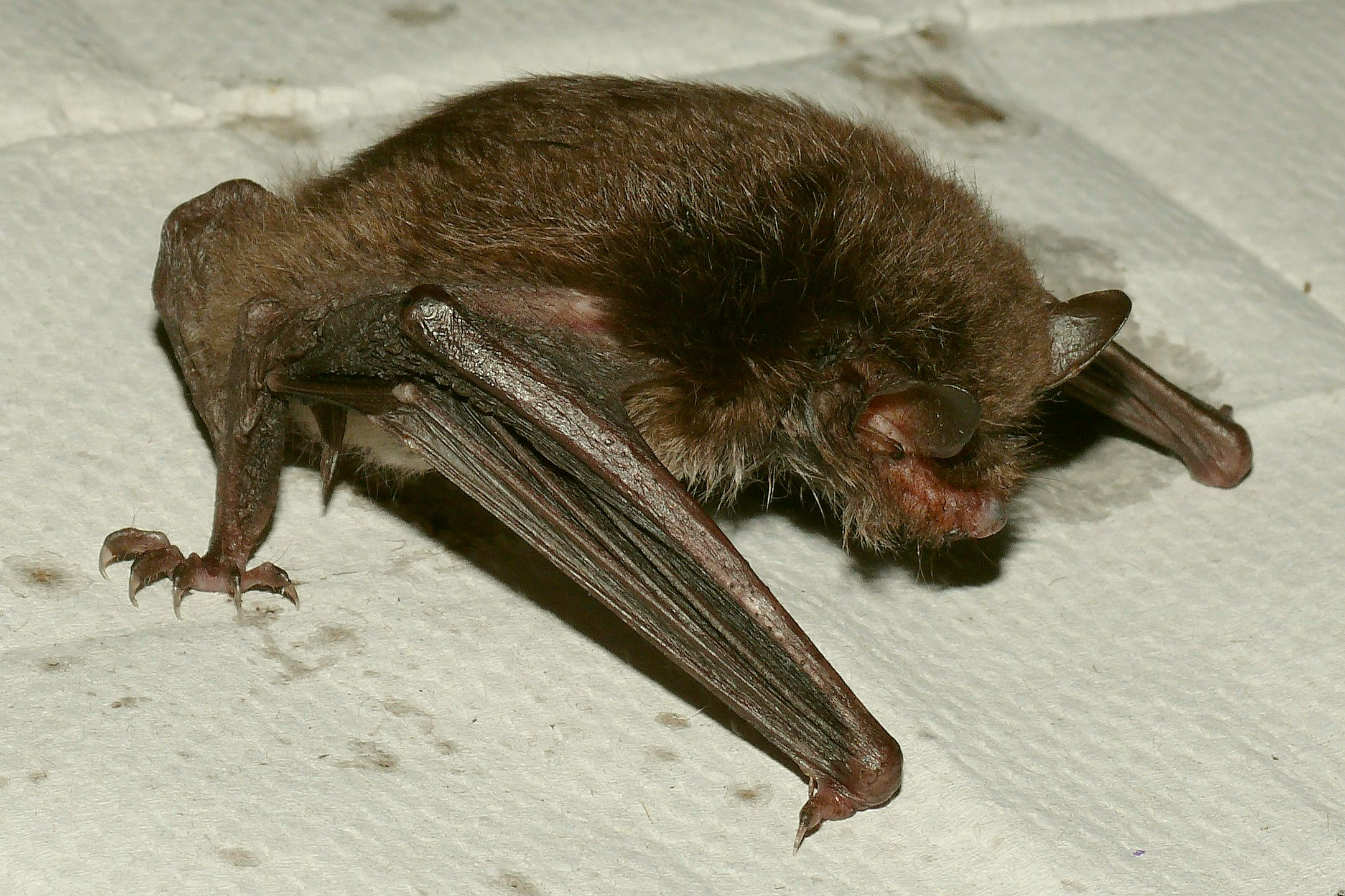
Vespertilion de Daubenton.
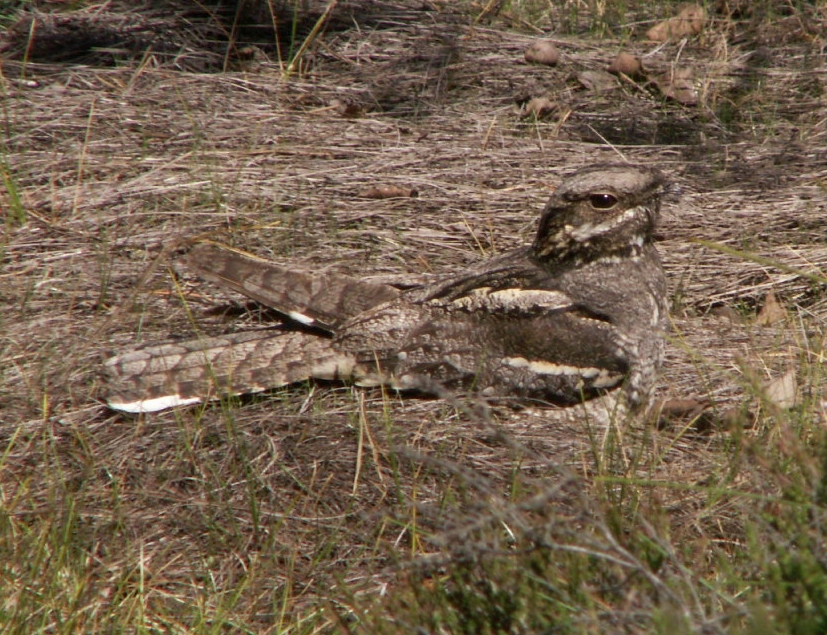
Engoulevent d'Europe.
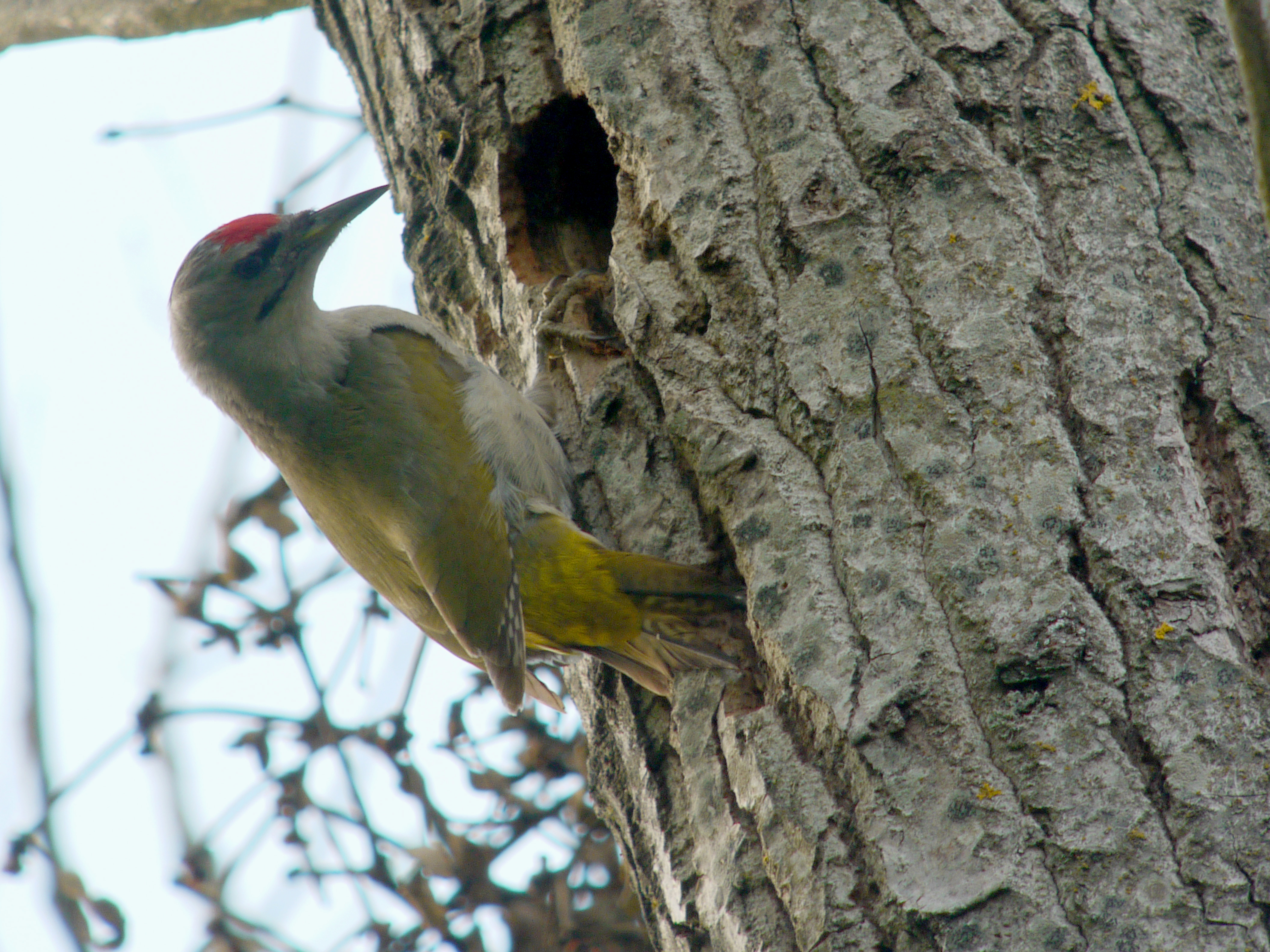
Pic cendré.
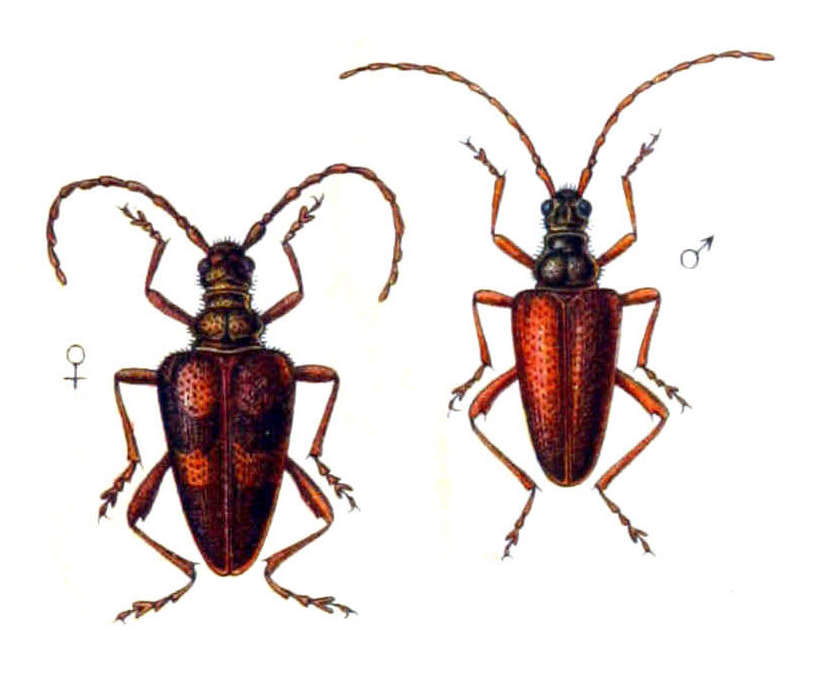
Akimerus schaefferi (en).

### Patrimoine gastronomique
La commune se trouve dans l'aire géographique et dans la zone de production du lait, de fabrication et d'affinage de deux fromages de chèvre, Sainte-Maure de Touraine et Valençay, produits d'appellation d'origine protégée (AOP) ou appellation d'origine contrôlée (AOC). Onze types de vins tranquilles ou effervescents (crémants) bénéficient des mêmes appellations.
Par ailleurs, les rillettes de Tours, les volailles du Berry et vingt-deux types de vins tranquilles bénéficient d'une indication géographique protégée (IGP) s'ils sont produits sur le territoire de Chemillé-sur-Indrois.

Quelques éléments du patrimoine gastronomique de Chemillé-sur-Indrois.
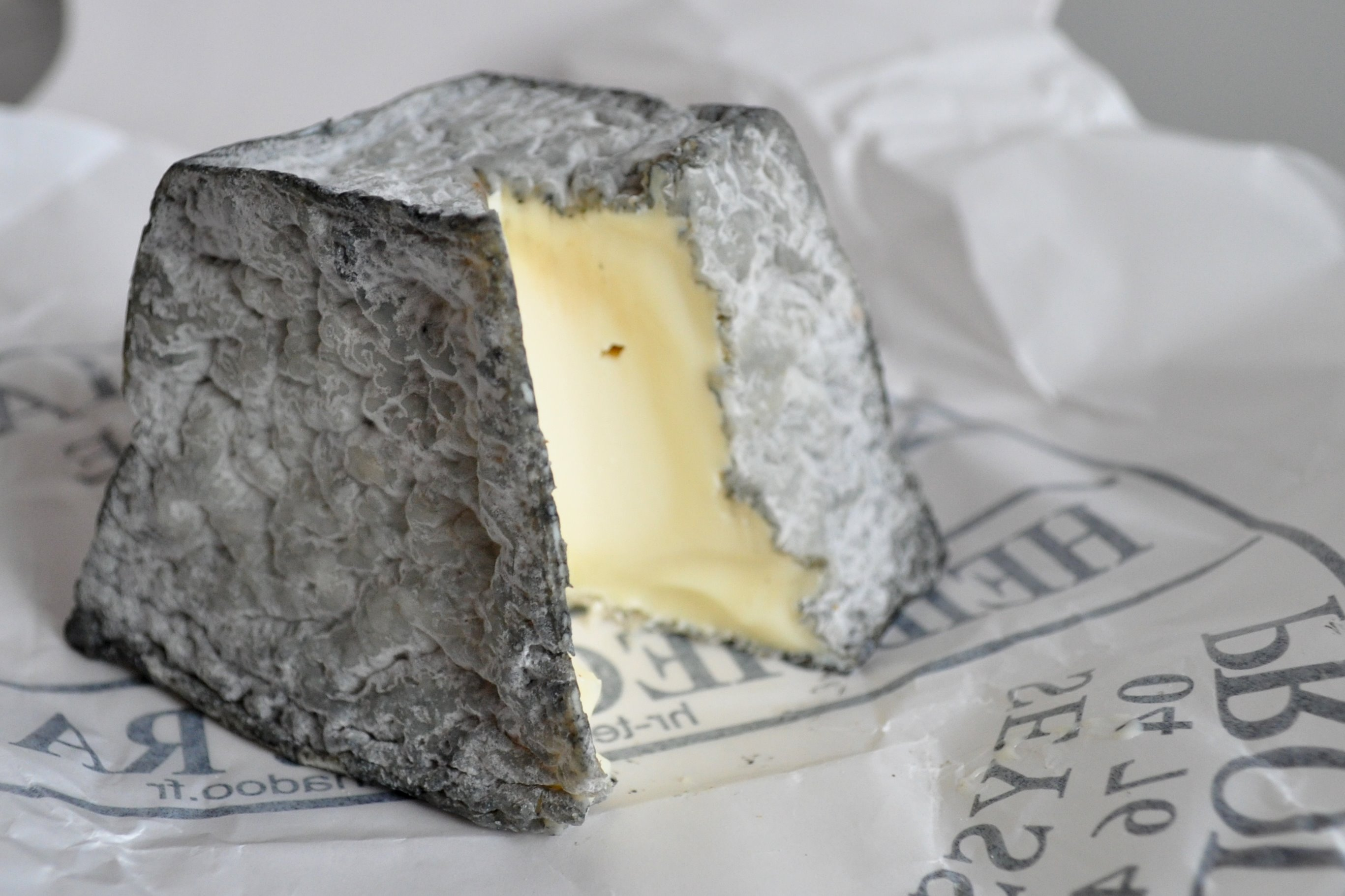
Fromage de Valençay.
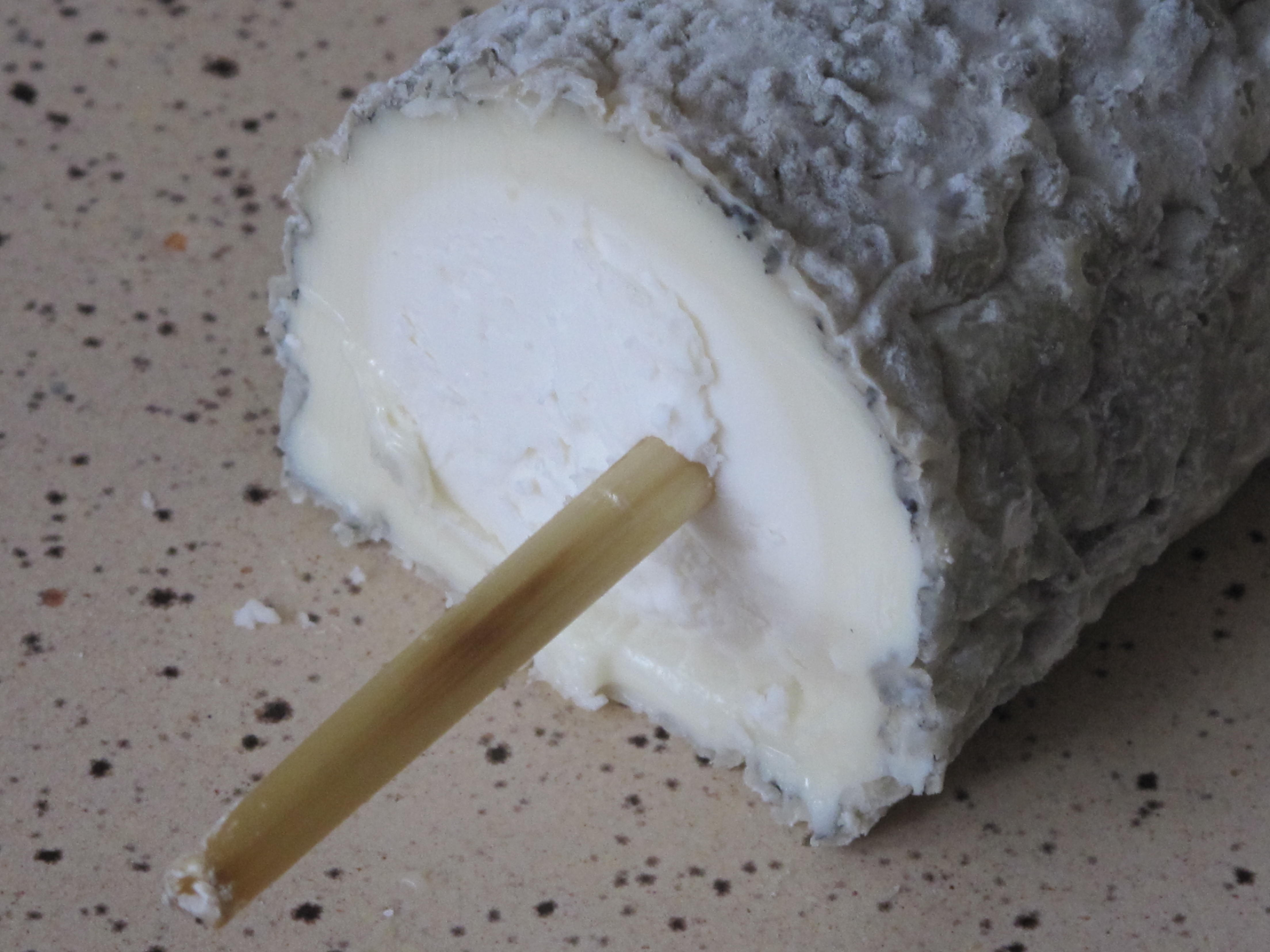
Fromage Sainte-maure-de-touraine.
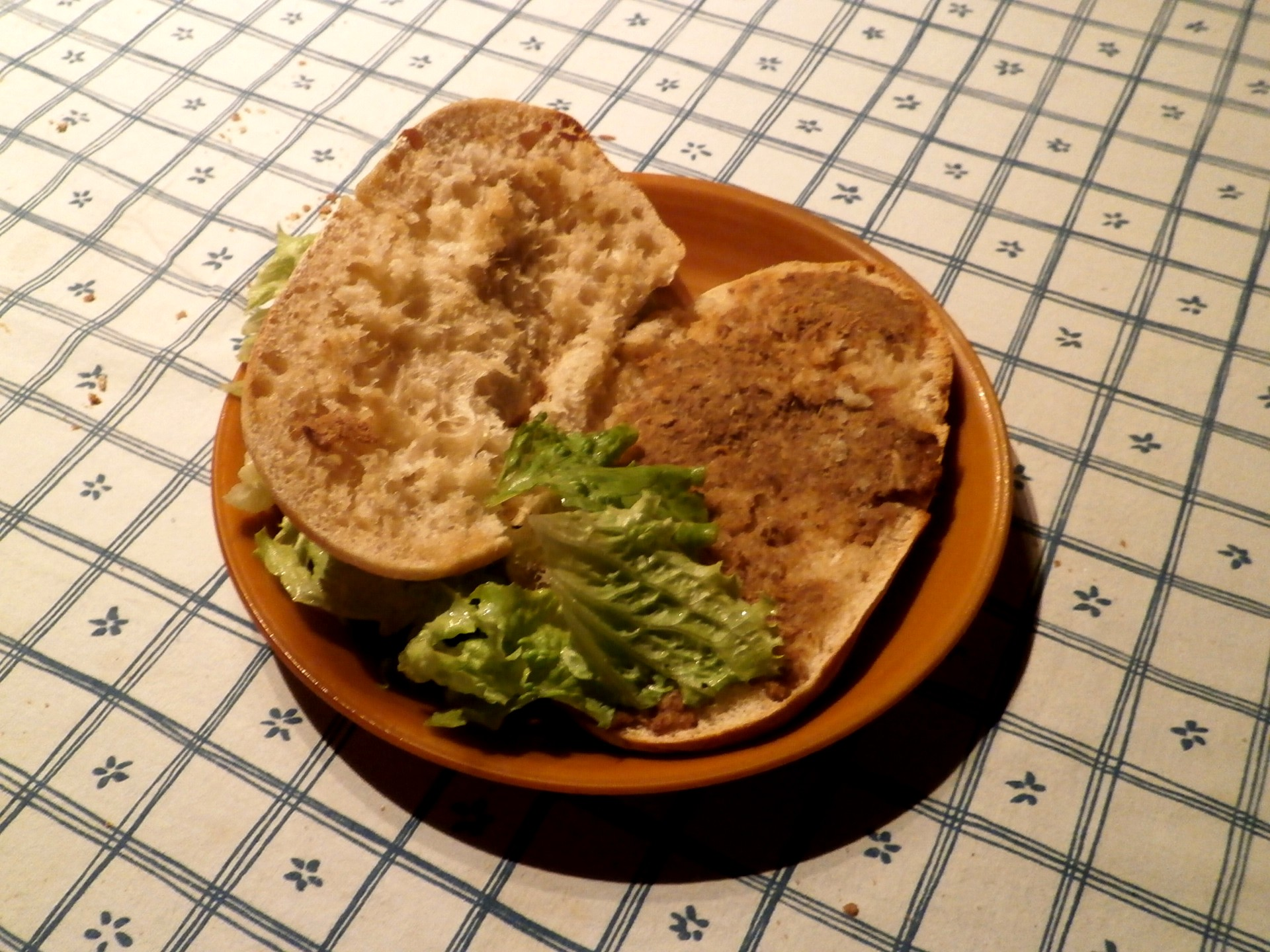
Fouée aux rillettes de Tours.
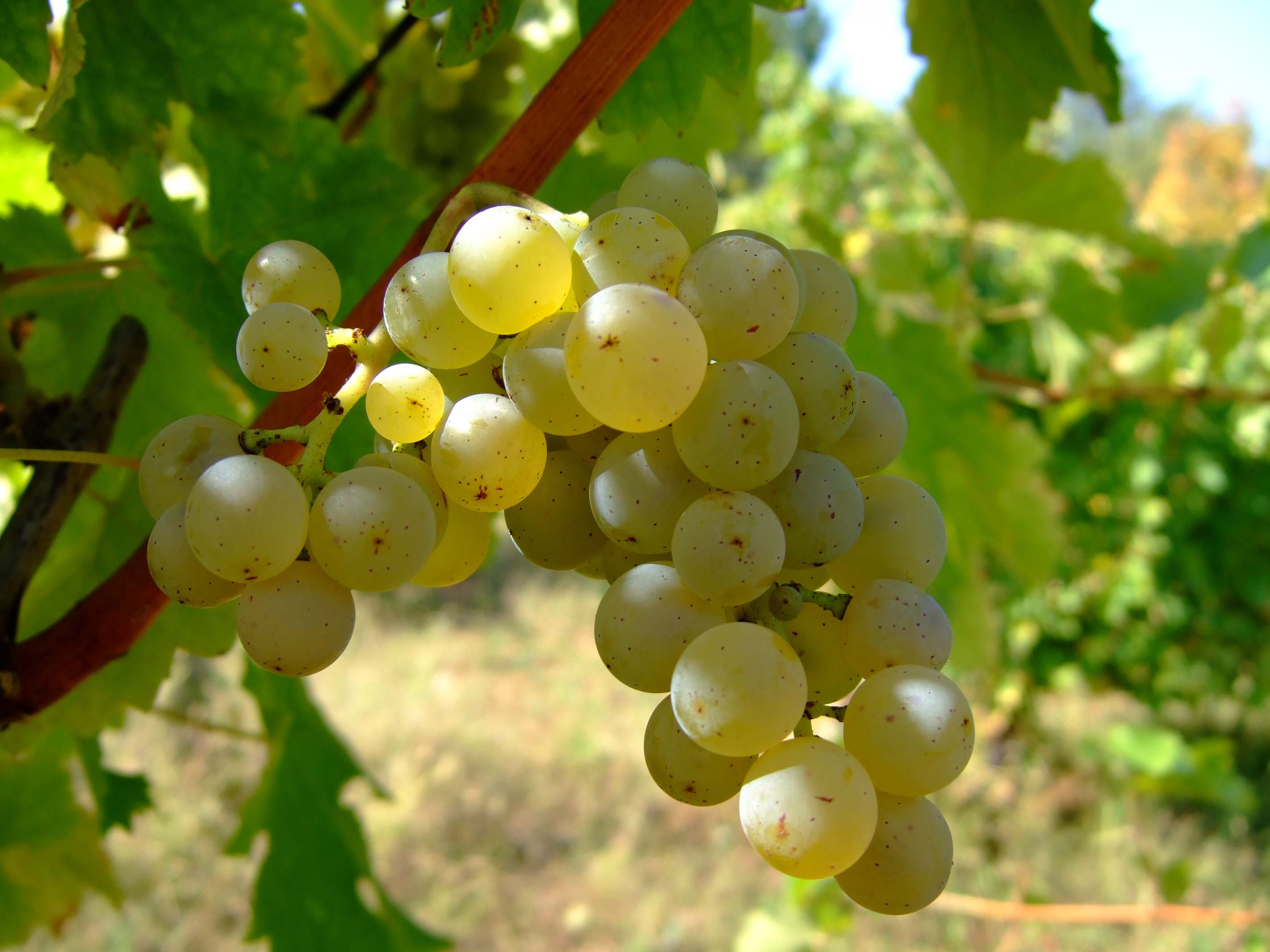
Grappe de raisin sauvignon blanc[Note 25].

### Personnalités liées à la commune
Henri II Plantagenêt (Le Mans, 1133 - Chinon, 1189) est peut-être à l'origine de la fondation de la chartreuse du Liget, en expiation du meurtre de Thomas Becket, archevêque de Cantorbéry, qu'il commandita. Les terres de Chemillé appartiennent à Henri II, également comte d'Anjou ; cette partie de la Touraine est en effet dans le giron de la maison d'Anjou depuis le milieu du XIe siècle et Aliénor d'Aquitaine, épouse d'Henri II, séjourne au Liget.
Guillaume I de Chemillé est élu (mais pas consacré) évêque d'Avranches (1196-1197), puis est élu et consacré 51e évêque d'Angers de 1198 au 25 mai 1202.
Alphonse-Louis du Plessis de Richelieu (Paris, 1582 - Lyon, 1653), frère aîné du cardinal de Richelieu, se retire à la chartreuse de Liget de 1605 à 1607. Il devient par la suite archevêque de Lyon puis d'Aix-en-Provence. Il est créé cardinal en 1629 puis nommé grand aumônier de France en 1631.
Hippolyte de Béthune, neveu de Sully (Rome, 1603 - 1665), exerce diverses fonctions dont celle de conseiller de Louis XIV. Collectionneur acharné comme son père Philippe de Béthune, il est également un grand mécène et protecteur de la chartreuse du Liget à laquelle il fait don de nombreux objets d'art.

Personnalités liées à Chemillé-sur-Indrois.
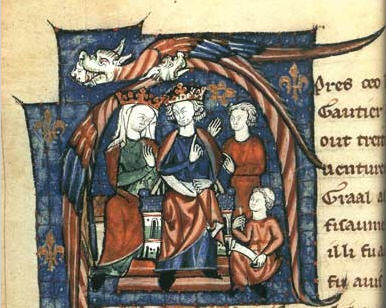
Enluminure : Henri II et Aliénor écoutant l'histoire de Lancelot du Lac.
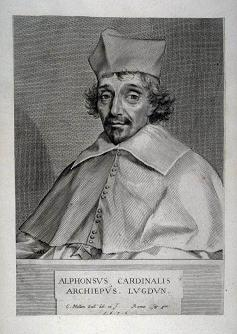
Alphonse-Louis du Plessis, gravure par Abraham Bosse (1602-1676).
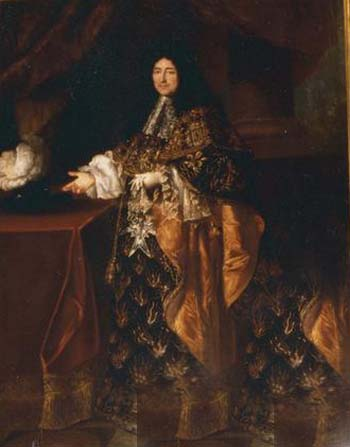
Hippolyte de Béthune.